# Mistrovství světa v ledním hokeji 2015
79. mistrovství světa v ledním hokeji se konalo od 1. do 17. května 2015. Pořadatelskou zemí bylo Česko. Rozhodl o tom kongres IIHF v Kolíně nad Rýnem 21. května 2010. Turnaj se odehrával v Praze a Ostravě. MS se v Praze pořádalo už po desáté (1933, 1938, 1947, 1959, 1972, 1978, 1985, 1992, 2004), v Ostravě potřetí (1959, 2004).
Turnaje se zúčastnilo celkem 16 týmů, 14 nejlepších z minulého mistrovství a 2 postupující z minulého ročníku skupiny A divize 1 - Slovinsko a Rakousko.
Šampionát vyhrála Kanada, která vstřelila soupeřům celkem 66 branek. Kanada zároveň získala speciální prémii milion franků za to, že na turnaji vyhrála všechny zápasy v základní hrací době. Druhé místo obsadilo Rusko a třetí USA. Český tým skončil čtvrtý. Toto MS v hokeji navštívil historicky druhý největší počet diváků, zápasy v Praze a Ostravě navštívilo 741 690 diváků.

## Výběr pořadatelské země
O pořádání 79. ročníku Mistrovství světa v ledním hokeji právě v Česku bylo rozhodnuto na základě hlasování kongresu Mezinárodní hokejové federace (IIHF) 21. května 2010 v Kolíně nad Rýnem. Jediným protikandidátem Česka v kandidatuře byla Ukrajina, která ovšem prohrála výrazným poměrem hlasů 84 ku 22.
| Země     | Počet hlasů | Pořadatelství předchozích MS |
| -------- | ----------- | --- |
| Česko    | 84          | jako Československo: 1933 (Praha), 1938 (Praha), 1947 (Praha), 1959 (Praha, Bratislava, Brno, Kladno, Kolín, Mladá Boleslav, Ostrava, Plzeň), 1972 (Praha), 1978 (Praha), 1985 (Praha), 1992 (Praha, Bratislava) jako Česko: 2004 (Praha, Ostrava) |
| Ukrajina | 22          | nepořádala |

## Stadiony
Pořadatelé šampionátu v roce 2015 vybrali pro pořádání pražskou O2 arenu a ČEZ Arénu v Ostravě stejně jako při pořádání MS 2004.
| Praha                     | · Praha Ostrava · | Ostrava                   |
| O2 Aréna Kapacita: 17 413 | · Praha Ostrava · | ČEZ Aréna Kapacita: 9 109 |
|                           | · Praha Ostrava · |                           |

## Maskoti šampionátu

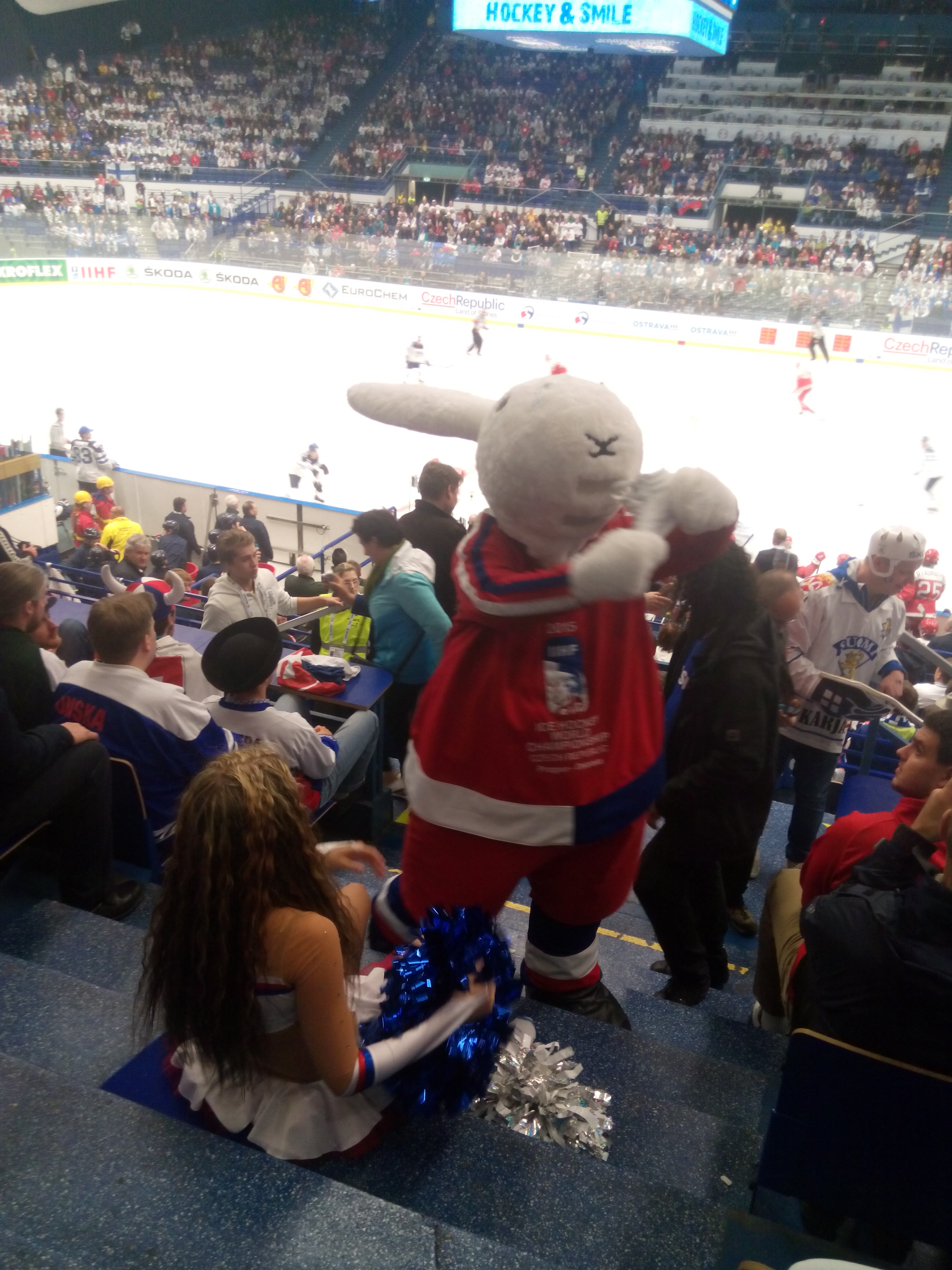
Jeden z maskotů šampionátu

Maskoty turnaje byli králíci z klobouku Bob a Bobek. Populární večerníčkovou dvojici poprvé představili zástupci Českého svazu ledního hokeje 9. září 2014 na tiskové konferenci v hotelu Clarion v Praze. Prezident Českého svazu ledního hokeje Tomáš Král vysvětlil výběr maskotů takto: „Maskot je pro vyznění akce jednou ze stěžejních záležitostí, které jsme se v rámci organizačního výboru intenzivně věnovali. Chtěli jsme, aby něco vypovídal o České republice, a aby zároveň něco říkal našim lidem.“
Původně však chtělo vedení ČSLH za maskota šampionátu světoznámého Krtečka, kterého tvůrcem je český autor Zdeněk Miler. Tenhle návrh ale nakonec kvůli složitým jednáním ohledně autorských práv s vnučkou Zdeňka Milera neprošel. Prezident svazu Tomáš Král k tomu poznamenal: „Je tam tak složitá situace s majiteli práv, že to padlo.“
Celý proces schvalování oficiálního maskota zabral téměř celý rok, schválit výběr totiž vzápětí musela ještě Mezinárodní federace ledního hokeje a sportovní marketingová agentura Infront. Práva na použití Boba a Bobka vlastní Česká televize, s jejímiž zástupci se vedení ČSLH bez větších problémů domluvilo. Představitelé svazu mohli vybírat z mnoha variant a zpočátku se zdálo, že se maskotem stane tradičně lev, který už jim byl při šampionátech v roce 1985, 1992 i 2004. „Samozřejmě jsme přemýšleli o lvu, který je s českým hokejem neodmyslitelně spojen. Chtěli jsme však, aby ten maskot byl příjemný a milý. Chtěli jsme, aby se lidi bavili, k čemuž maskot patří,“ dodal k tomuto tématu Král. O hokejový vzhled Boba a Bobka se postaral výtvarník a scénograf Alex Dowis, který vycházel z originálního provedení od kreslíře Vladimíra Jiránka.

## Prodej vstupenek

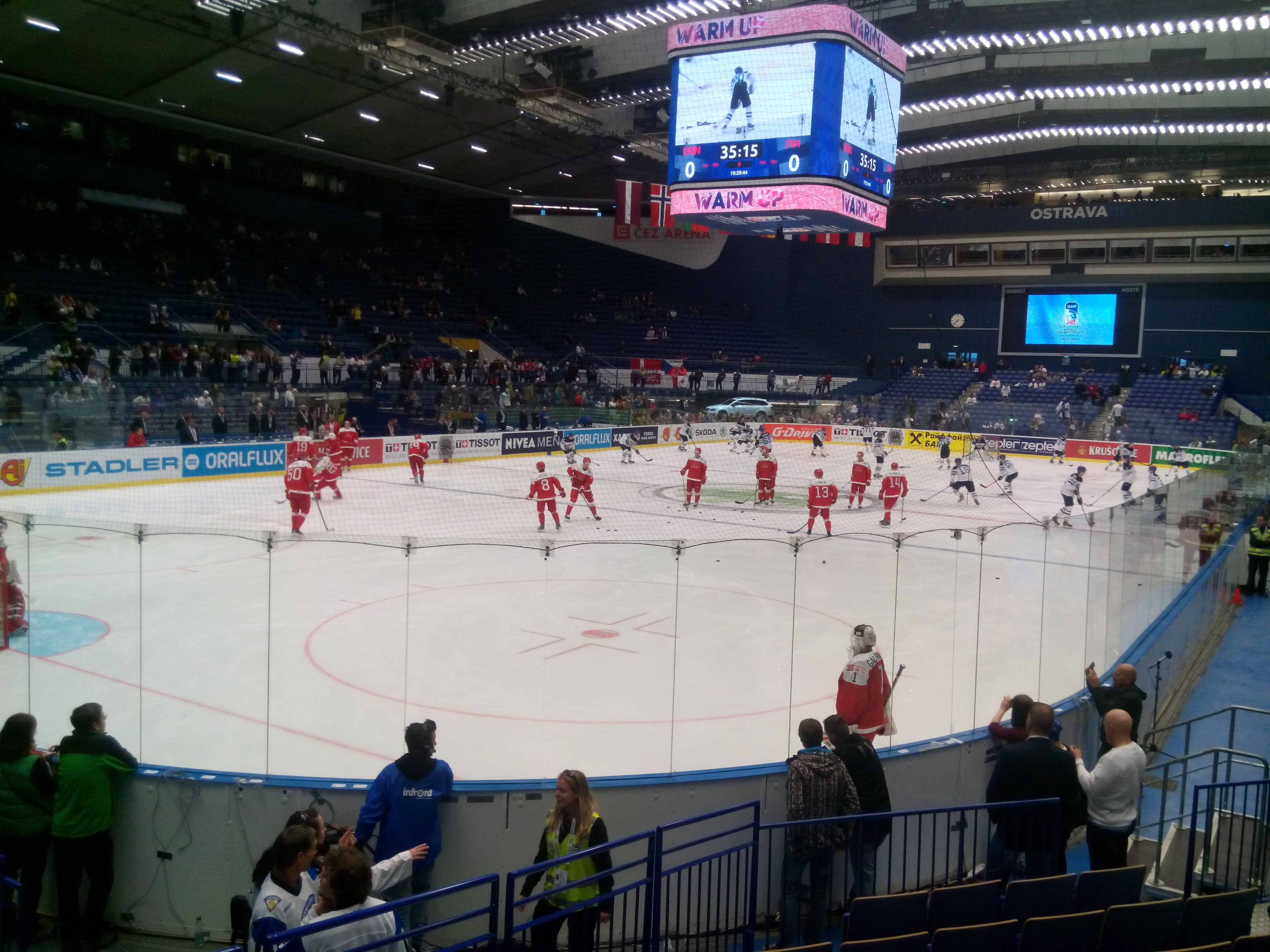
Ostravar Aréna, rozbruslení před zápasem mezi Dánskem a Finskem

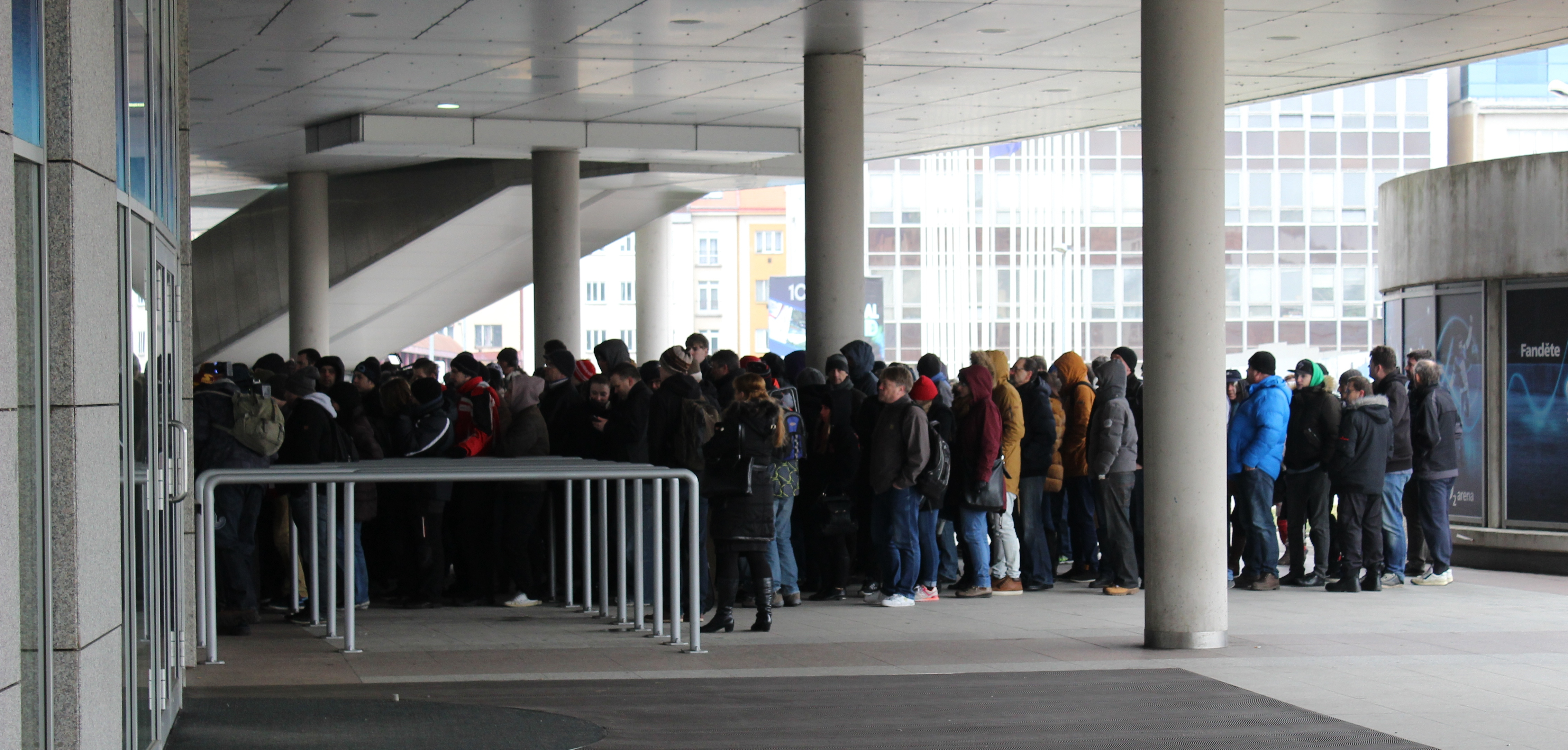
Předprodej vstupenek u pražské haly (únor 2015)

Už před oficiálním začátkem prodeje vstupenek vyhlásili pořadatelé, že prodej bude probíhat ve dvou fázích. V první fázi od listopadu 2014 si fanoušci mohli koupit jenom denní balíčky na dva respektive tři zápasy v jednom dějišti. V druhé fázi od února 2015 si pak mohli koupit vstupenky na jednotlivá utkání. Oficiálním prodejcem vstupenek je akciová společnost Sazka Ticket.

### Ceny vstupenek
Dne 19. srpna 2014 zveřejnil Organizační výbor mistrovství světa cenové kategorie vstupenek, způsob a časový harmonogram jejich prodeje. Ceny vstupenek na jeden zápas základní skupiny se pohybovaly od 190 Kč na méně atraktivní jednotlivé zápasy až do 1 690 Kč. Čtvrtfinálové zápasy bylo možné zakoupit v cenových relacích 2 390 až 2 990 korun českých. Vstupenky na semifinále v pražské O2 areně byly v hodnotě 4 690 Kč a 5 790 Kč, ceny vstupenek na zápas o 3. místo byly 4 290 Kč a 5 390 Kč. Vstupenka na finálový zápas pak vyšla na 7 190 Kč resp. 8 990 Kč. Prezident ČSLH JUDr. Tomáš Král k ceně vstupenek uvedl: „Snahou organizátorů bylo zohlednit v cenách vstupenek program a konkrétní rozlosování šampionátu. Ačkoliv je výnos ze vstupenek hlavním zdrojem příjmů do rozpočtu šampionátu, který musí pokrýt veškeré výdaje spojené s organizací šampionátu, chtěli jsme zejména zápasy základních skupin zpřístupnit místním fanouškům.“ Objevily se však i názory, že ceny vstupenek jsou předražené, například trenér české hokejové reprezentace Vladimír Růžička uvedl, že na české poměry jsou vstupenky dražší.

### První vlna vstupenek
První vlna prodeje vstupenek začala 4. listopadu 2014 od 08:00 hodin SEČ na terminálech společnosti Sazka, na internetových stránkách Sazky a také v pokladnách obou dějišť, O2 areny v Praze a ČEZ Arény v Ostravě. Před oběma halami se první zájemci o lístky postavili do fronty už v noci den před začátkem prodeje. Hlavní nápor lidí však přišel brzo ráno, kdy v hlavním městě začalo jezdit metro. Fronty se tvořily i proto, že samotný prodej šel pomalu a většina lidí kupovala větší množství vstupenek. Už za pět hodin po zahájení prodeje vstupenek bylo podle informací organizátorů v rezervaci 88 860 balíčků vstupenek a zaplaceno jich bylo 22 957. Všechny vstupenky na utkání domácího mužstva byly již před 15. hodinou rezervovány. Šéfka ticketingu Radka Bařtipánová však dodala, že fanoušci, na které se nedostalo nemusí zoufat: „V další fázi se ještě mohou dostat do prodeje vstupenky z aktuálních rezervací, které nebudou uhrazeny ve stanoveném časovém limitu. V druhé vlně prodeje vstupenek, která začne v únoru, je navíc reálné uvolnění vstupenek z blokací pro IIHF, marketingovou společnost Infront a jejich partnery a dalších technických blokací.“
Na konci ledna pak organizátoři šampionátu oznámili, že je na celý šampionát prozatím prodáno 43 % vstupenek, což mírně převyšovalo jejich odhady.
Generální sekretář Českého svazu ledního hokeje Martin Urban přiblížil podrobnosti: „Prodejní kapacita pro celé mistrovství světa je 723 678 vstupenek. Ke včerejšku jich bylo prodáno 311 718 a těchto 43 procent už je skutečně natvrdo prodaných a zaplacených.“ V první vlně bylo nakonec prodáno zhruba 50 % lístků z celkové kapacity 723 tisíc.

### Druhá vlna vstupenek
Druhá vlna prodeje vstupenek začala 12. února 2015 od 13:00 hodin SEČ a probíhala stejným způsobem jako vlna první. Do prodeje se dostalo i zhruba 1 200 zbývajících vstupenek na zápasy českého mužstva v základní skupině i v případném čtvrtfinále. Jednalo se o lístky z takzvaných technických rezervací. Lístky na zápasy českého týmu v základní skupině nakonec byly vyprodané po 50 minutách prodeje. Generální sekretář ČSLH Martin Urban k tomu řekl: „Stejně jako v první vlně prodeje byl největší zájem o vstupenky na zápas České republiky a Kanady, které zmizely z prodeje po devíti minutách. O tři minuty déle vydržely v systému vstupenky na zápas českého týmu se Švédskem.“
Několik dní před začátkem šampionátu oznámili organizátoři, že je prodáno 495 tisíc vstupenek (tedy 68 % z celkové kapacity). Organizátoři navíc vyčlenili 35 tisíc vstupenek pro školáky a 10 tisíc lístků pro mladé hokejisty do 14 let.

### Návštěvnický rekord

Na mapce jsou vyobrazeny země, které se účastní šampionátu. Hostitelská země (Česko) je vyobrazena červeně. Hokejové týmy Slovinska a Rakouska jsou vyznačeny světlemodře (jako postupující z nižší kategorie). Ostatní státy jsou vyobrazeny modře.

MS v hokeji v Praze a Ostravě navštívilo na 64 zápasech 741 690 diváků, což je historicky druhá největší návštěva na mistrovství světa v hokeji (rekord překonán v roce 2024 opět při českém pořadatelství). Toto mistrovství také překonalo rekord v průměrné návštěvnosti na zápas, který činí 11 589 diváků.

## Soupisky
Každý národní tým musí mít družstvo složené z nejméně 17 hráčů (15 bruslařů a 2 brankářů) a nejvíce z 25 hráčů (22 bruslařů a 3 brankářů). Všechna zúčastněná mužstva, musí skrze potvrzení svých příslušných národních asociací, předložit potvrzenou soupisku prvně ředitelství IIHF, která ji následně schválí.

## Rozhodčí
Mezinárodní federace ledního hokeje nominovala na Mistrovství světa 16 hlavních rozhodčích a stejný počet čárových sudích. Největší zastoupení rozhodčích na šampionátu mělo Česko spolu se Švédskem. Česko reprezentoval rekordní počet hned pěti českých rozhodčích, dvou hlavních a třech čárových. Švédové měli na turnaji tři hlavní a dva čárové sudí. Po čtyřech rozhodčích mělo Finsko a Rusko, po třech Spojené státy americké a Švýcarsko, po dvou Německo a Slovensko a po jednom Bělorusko, Estonsko, Kanada a Norsko.
Z šestnácti hlavních sudí rozhodovala pětice na této úrovni vůbec poprvé. Ovšem dva z nich, Švýcaři Daniel Stricker a Tobias Wehrli již na MS působili, a to jako čároví sudí. Nejzkušenějším hlavním rozhodčím byl Vladimír Šindler z Česka, který pískal už na jedenácti světových šampionátech a dvou zimních olympijských hrách. Hned sedm čárových rozhodčích působilo na seniorském světovém šampionátu úplně poprvé. Nejzkušenějším čárovým sudím byl Estonec Anton Semjonov, který se účastnil už osmi světových šampionátů.
| - Tobias Björk - Vjačeslav Bulanov - Roman Gofman - Pavel Hodek - Jozef Kubuš - Timothy Mayer - Mikael Nord - Konstantin Olenin | - Daniel Piechaczek - Aleksi Rantala - Jyri Rönn - Maxim Sidorenko - Daniel Stricker - Vladimír Šindler - Marcus Vinnerborg - Tobias Wehrli |

| - Paul Carnathan - Jimmy Dahmén - Nicolas Fluri - Jon Kilian - Gleb Lazarev - Vít Lederer - Miroslav Lhotský - Fraser McIntyre | - Bevan Mills - Henrik Philblad - Masi Puolakka - André Schrader - Peter Šefčík - Anton Semjonov - Sakari Suominen - Rudolf Tošenovjan |

## Herní systém
Šestnáct účastníků bylo rozděleno do dvou skupin po 8 týmech. V rámci skupiny se utkal každý s každým. Za vítězství v základní hrací době se udělovaly 3 body, za vítězství po prodloužení či samostatných nájezdech 2 body, za prohru po prodloužení či samostatných nájezdech 1 bod a za prohru v základní hrací době 0 bodů. Případné prodloužení následovalo po krátké 3 minutové přestávce, a hrálo se v základní hrací části pouze 5 minut. Z každé skupiny postoupila čtveřice týmů s nejvyšším počtem bodů do čtvrtfinále playoff. Pro týmy na pátých až sedmých místech ve skupinách turnaj skončil. Oba týmy z osmých míst automaticky sestoupily do 1. divize (neplatilo pro Rusko, pořadatele MS 2016).

### Kritéria při rovnosti bodů v základních skupinách
Pokud měly po konci základních skupin dva týmy stejný počet bodů, rozhodoval o postupujícím nebo o lépe nasazeném týmu pro čtvrtfinále výsledek jejich vzájemného zápasu. Pokud rovnost nastala mezi třemi nebo více týmy, postupovalo se podle následujících kritérií, dokud nezbyly dva týmy, mezi nimiž rozhodl výsledek ze vzájemného zápasu:
1. Body z minitabulky vzájemných zápasů
2. Brankový rozdíl z minitabulky vzájemných zápasů
3. Vyšší počet vstřelených branek v minitabulce vzájemných zápasů
4. Výsledky proti nejbližšímu nejvýše umístěnému týmu mimo týmy v minitabulce (pořadí kritérií: 1. body, 2. brankový rozdíl, 3. více vstřelených branek) vůči tomuto družstvu
5. Výsledky proti nejbližšímu druhému nejvýše umístěnému týmu mimo týmů v minitabulce (pořadí kritérií: 1. body, 2. brankový rozdíl, 3. více vstřelených branek) vůči tomuto družstvu
6. Postavení v žebříčku IIHF před startem mistrovství

V průběhu základních skupin, kdy ještě nebyly sehrány všechny zápasy, rozhodovala v případě bodové rovnosti tato kritéria:
1. Nižší počet odehraných utkání
2. Brankový rozdíl
3. Vyšší počet vstřelených branek
4. Postavení v žebříčku IIHF před startem mistrovství

Čtvrtfinále bylo sehráno křížovým systémem (tj. 1. tým ze skupiny A proti 4. týmu ze skupiny B, 2. tým ze skupiny A proti 3. týmu ze skupiny B, 1. tým ze skupiny B proti 4. týmu ze skupiny A a 2. tým ze skupiny B proti 3. týmu ze skupiny A). Vítězové čtvrtfinále postoupili do semifinále, pro poražené čtvrtfinalisty turnaj skončil. V semifinále se dvojice utkaly v následujícím vzorci: vítěz utkání mezi 1A - 4B vs vítěz 2B - 3A, vítěz 1B - 4A vs vítěz 2A - 3B. Oba semifinálové zápasy se odehrály ve větší O2 areně. Vítězní semifinalisté postoupili do finále, kde se rozhodlo o držitelích zlatých a stříbrných medailí, zatímco poražení semifinalisté se střetli v zápase o bronzové medaile.

#### Systém prodloužení v playoff
V případě vyrovnaného stavu i po šedesáti minutách čtvrtfinále, semifinále nebo zápasu o třetí místo se zápas prodlužoval o deset minut, a to po krátké tříminutové přestávce. V zápase o zlaté medaile by následovalo dvacetiminutové prodloužení, před kterým by proběhla patnáctiminutová přestávka s úpravou ledové plochy. Jestliže by během prodloužení ani jeden z týmů nedosáhl branky, na řadu by se dostaly samostatné nájezdy, které by určily vítěze utkání.

### Kritéria pro určení konečného pořadí týmů
Pořadí na prvních čtyřech místech určil výsledek finálového zápasu a utkání o bronz. O konečném umístění na 5. až 16. místě rozhodovala tato kritéria:
1. Vyšší postavení ve skupině
2. Vyšší počet bodů ve skupině
3. Lepší brankový rozdíl
4. Vyšší počet vstřelených branek
5. Postavení v žebříčku IIHF před startem mistrovství

Poznámka: Poražení čtvrtfinalisté zaujali automaticky 5. až 8. místo a byli seřazeni podle výsledků v základních skupinách dle kritérií uvedených výše.

## Legenda
Toto je seznam vysvětlivek použitých v souhrnech odehraných zápasů.
| - PH1 – Branka v přesilové hře (5 na 4) - PH2 – Branka v přesilové hře (5 na 3) - VO1 – Branka v oslabení (4 na 5) | - VO2 – Branka v oslabení (3 na 5) - SV – Gól při signalizovaném vyloučení - PB – Gól do prázdné branky | - PP – Gól při odvolání brankáře (power play) - ts. – Gól z trestného střílení - vla. – Vlastní gól |

## Základní skupiny
Nasazení týmů (čísla v závorkách) vzniklo podle žebříčku IIHF, vydaného po mistrovství světa v Bělorusku 2014. Pořadatelé šampionátu měli možnost využít přesunutí jednoho z týmů z jeho původní přidělené skupiny do druhé. Tuto možnost využili hned po oznámení složení skupin, když záměrně zařadili Slovensko do ostravské skupiny, protože zde to slovenští fanoušci mají daleko blíže, zatímco do Prahy se namísto nich přesunuli Švýcaři. Slovensko totiž původně mělo být ve skupině s Českem, což pořadatelé nechtěli připustit hlavně z ekonomických důvodů, ale i pro atraktivitu celého turnaje.
| Skupina A - Praha | Skupina B - Ostrava |
| ----------------- | ------------------- |
| Švédsko (1)       | Finsko (2)          |
| Kanada (4)        | Rusko (3)           |
| Česko (5)         | USA (6)             |
| Švýcarsko (7)     | Slovensko (8)       |
| Lotyšsko (9)      | Norsko (10)         |
| Francie (12)      | Bělorusko (11)      |
| Německo (13)      | Slovinsko (14)      |
| Rakousko (16)     | Dánsko (15)         |

### Skupina A – Praha

#### Tabulka
|  | Týmy postupující do čtvrtfinále |
|  | Tým sestupující do Divize 1     |

| Poř. | Tým       | Z | V | VP | PP | P | GV | GI | +/- | B  |
| ---- | --------- | - | - | -- | -- | - | -- | -- | --- | -- |
| 1.   | Kanada    | 7 | 7 | 0  | 0  | 0 | 49 | 14 | +35 | 21 |
| 2.   | Švédsko   | 7 | 4 | 2  | 0  | 1 | 34 | 19 | +15 | 16 |
| 3.   | Česko     | 7 | 4 | 1  | 1  | 1 | 27 | 18 | +9  | 15 |
| 4.   | Švýcarsko | 7 | 2 | 0  | 4  | 1 | 12 | 18 | −6  | 10 |
| 5.   | Německo   | 7 | 2 | 0  | 1  | 4 | 11 | 24 | −13 | 7  |
| 6.   | Francie   | 7 | 1 | 1  | 0  | 5 | 13 | 20 | −7  | 5  |
| 7.   | Lotyšsko  | 7 | 0 | 2  | 1  | 4 | 11 | 25 | −14 | 5  |
| 8.   | Rakousko  | 7 | 0 | 2  | 1  | 4 | 10 | 29 | −19 | 5  |

- O sestupu Rakouska rozhodla minitabulka vzájemných zápasů, ve které měla Francie 5 bodů, Lotyšsko 3 body a Rakousko 1 bod.

#### Zápasy
Všechny časy zápasů jsou uvedeny ve středoevropském letním čase (UTC +2).
| 1. května 2015 16:15 | Kanada | 6 : 1 (3:0, 2:0, 1:1) | Lotyšsko | O2 arena, Praha Návštěvnost: 16 013 |  |

| Zpráva | |                             |                                                   |                                                                             |
| Mike Smith | Mike Smith | Brankáři                    | Ervīns Muštukovs Edgars Masaļskis (od 24. minuty) | Rozhodčí: Pavel Hodek Marcus Vinnerborg Čároví: Jon Kilian Miroslav Lhotský |
| N. MacKinnon (J. Spezza, D. Savard) – 09:57' J. Spezza (D. Hamhuis, N. MacKinnon) – 13:04' M. Duchene (T. Hall, T. Barrie) – 14:11' T. Toffoli (D. Hamhuis, B. Burns) – 22:20' J. Spezza (N. MacKinnon, S. Crosby) – 23:04' S. Crosby (ts.) – 59:37' | N. MacKinnon (J. Spezza, D. Savard) – 09:57' J. Spezza (D. Hamhuis, N. MacKinnon) – 13:04' M. Duchene (T. Hall, T. Barrie) – 14:11' T. Toffoli (D. Hamhuis, B. Burns) – 22:20' J. Spezza (N. MacKinnon, S. Crosby) – 23:04' S. Crosby (ts.) – 59:37' | 1:0 2:0 3:0 4:0 5:0 5:1 6:1 | 52:06' – K. Daugaviņš (L. Dārziņš, A. Džeriņš)    | Rozhodčí: Pavel Hodek Marcus Vinnerborg Čároví: Jon Kilian Miroslav Lhotský |
| 2 min | 2 min | Tresty                      | 6 min                                             | Rozhodčí: Pavel Hodek Marcus Vinnerborg Čároví: Jon Kilian Miroslav Lhotský |
| 42 | 42 | Střely                      | 17                                                | Rozhodčí: Pavel Hodek Marcus Vinnerborg Čároví: Jon Kilian Miroslav Lhotský |

| 1. května 2015 20:15 | Česko | 5 : 6 SN (1:2, 0:1, 4:2; 0:0; 0:1) | Švédsko | O2 arena, Praha Návštěvnost: 17 383 |  |

| Zpráva | |                                                            | |                                                                                 |
| Alexander Salák | Alexander Salák | Brankáři                                                   | Jhonas Enroth | Rozhodčí: Daniel Piechaczek Aleksi Rantala Čároví: Gleb Lazarev Sakari Suominen |
| J. Jágr (J. Nakládal, J. Voráček) (PH1) – 13:28 T. Hertl (O. Němec, J. Klepiš) (PH1) – 42:52 D. Simon (J. Hejda) – 51:34 R. Červenka (J. Voráček, P. Čáslava) – 52:31 M. Zaťovič (J. Novotný, D. Simon) – 56:53 Jakub Klepiš Jakub Voráček Vladimír Sobotka | J. Jágr (J. Nakládal, J. Voráček) (PH1) – 13:28 T. Hertl (O. Němec, J. Klepiš) (PH1) – 42:52 D. Simon (J. Hejda) – 51:34 R. Červenka (J. Voráček, P. Čáslava) – 52:31 M. Zaťovič (J. Novotný, D. Simon) – 56:53 Jakub Klepiš Jakub Voráček Vladimír Sobotka | 0:1 0:2 1:2 1:3 2:3 2:4 3:4 4:4 5:4 5:5 Samostatné nájezdy | 03:23 – J. Lundqvist (M. Sjögren, J. Josefson) 07:30 (PH1) – S. Kronwall (M. Ekholm, A. Lander) 34:34 – V. Rask (E. Lindholm, S. Hjalmarsson) 44:08 – J. Lindström (O. Möller) 59:07 (PH1, PP) – M. Sjögren (J. Lindström, J. Klingberg) Elias Lindholm Jacob Josefson Oliver Ekman-Larsson | Rozhodčí: Daniel Piechaczek Aleksi Rantala Čároví: Gleb Lazarev Sakari Suominen |
| 8 min | 8 min | Tresty                                                     | 10 min | Rozhodčí: Daniel Piechaczek Aleksi Rantala Čároví: Gleb Lazarev Sakari Suominen |
| 28 | 28 | Střely                                                     | 25 | Rozhodčí: Daniel Piechaczek Aleksi Rantala Čároví: Gleb Lazarev Sakari Suominen |

| 2. května 2015 12:15 | Švýcarsko | 3 : 4 SN (1:0, 1:1, 1:2; 0:0; 0:1) | Rakousko | O2 arena, Praha Návštěvnost: 13 953 |  |

| Zpráva | |                                            | |                                                                              |
| Reto Berra | Reto Berra | Brankáři                                   | Bernhard Starkbaum | Rozhodčí: Jozef Kubuš Daniel Piechaczek Čároví: Henrik Philblad Peter Šefčík |
| F. Du Bois (K. Fiala, C. Almond) – 01:14 A. Ambühl (R. Josi) (VO1) – 25:54 M. Bieber (C. Almond, R. Grossmann) – 51:01 Reto Suri Damien Brunner Roman Josi | F. Du Bois (K. Fiala, C. Almond) – 01:14 A. Ambühl (R. Josi) (VO1) – 25:54 M. Bieber (C. Almond, R. Grossmann) – 51:01 Reto Suri Damien Brunner Roman Josi | 1:0 1:1 2:1 2:2 3:2 3:3 Samostatné nájezdy | 22:12 – T. Raffl (A. Pallestrang) 43:33 – B. Lebler (R. Herburger) 59:10 (PP) – M. Raffl (T. Raffl, M. Schumnig) Michael Raffl Konstantin Komarek | Rozhodčí: Jozef Kubuš Daniel Piechaczek Čároví: Henrik Philblad Peter Šefčík |
| 4 min | 4 min | Tresty                                     | 8 min | Rozhodčí: Jozef Kubuš Daniel Piechaczek Čároví: Henrik Philblad Peter Šefčík |
| 37 | 37 | Střely                                     | 25 | Rozhodčí: Jozef Kubuš Daniel Piechaczek Čároví: Henrik Philblad Peter Šefčík |

| 2. května 2015 16:15 | Francie | 1 : 2 (0:1, 0:0, 1:1) | Německo | O2 arena, Praha Návštěvnost: 14 903 |  |

| Zpráva                          |                                 |             |                                                                          |                                                                               |
| Cristobal Huet                  | Cristobal Huet                  | Brankáři    | Dennis Endras                                                            | Rozhodčí: Roman Gofman Marcus Vinnerborg Čároví: Gleb Lazarev Fraser McIntyre |
| D. Fleury (S. Da Costa) – 50:44 | D. Fleury (S. Da Costa) – 50:44 | 0:1 1:1 1:2 | 12:10 – M. Wolf (T. Rieder, P. Hager) 59:00 (PH1) – P. Reimer (P. Hager) | Rozhodčí: Roman Gofman Marcus Vinnerborg Čároví: Gleb Lazarev Fraser McIntyre |
| 10 min                          | 10 min                          | Tresty      | 14 min                                                                   | Rozhodčí: Roman Gofman Marcus Vinnerborg Čároví: Gleb Lazarev Fraser McIntyre |
| 25                              | 25                              | Střely      | 26                                                                       | Rozhodčí: Roman Gofman Marcus Vinnerborg Čároví: Gleb Lazarev Fraser McIntyre |

| 2. května 2015 20:15 | Lotyšsko | 2 : 4 (1:0, 1:3, 0:1) | Česko | O2 arena, Praha Návštěvnost: 17 383 |  |

| Zpráva                                                                              |                                                                                     |                         | |                                                                               |
| Edgars Masaļskis                                                                    | Edgars Masaļskis                                                                    | Brankáři                | Alexander Salák Ondřej Pavelec (od 24. minuty) | Rozhodčí: Konstantin Olenin Daniel Stricker Čároví: Jon Killian Masi Puolakka |
| K. Daugaviņš (L. Dārziņš, G. Galviņš) (PH1) – 13:13 M. Rēdlihs (J. Sprukts) – 23:18 | K. Daugaviņš (L. Dārziņš, G. Galviņš) (PH1) – 13:13 M. Rēdlihs (J. Sprukts) – 23:18 | 1:0 1:1 2:1 2:2 2:3 2:4 | 22:01 – M. Jordán (R. Červenka, J. Novotný) 24:25 (PH1) – J. Kovář (J. Nakládal, M. Erat) 32:44 (PH1) – J. Jágr (M. Erat, J. Kovář) 45:29 (PH1) – J. Voráček (J. Kovář, J. Nakládal) | Rozhodčí: Konstantin Olenin Daniel Stricker Čároví: Jon Killian Masi Puolakka |
| 35 min                                                                              | 35 min                                                                              | Tresty                  | 8 min | Rozhodčí: Konstantin Olenin Daniel Stricker Čároví: Jon Killian Masi Puolakka |
| 10                                                                                  | 10                                                                                  | Střely                  | 35 | Rozhodčí: Konstantin Olenin Daniel Stricker Čároví: Jon Killian Masi Puolakka |

| 3. května 2015 12:15 | Rakousko | 1 : 6 (0:3, 0:3, 1:0) | Švédsko | O2 arena, Praha Návštěvnost: 14 051 |  |

| Zpráva                                         |                                                |                             | |                                                                                 |
| René Swette Bernhard Starkbaum (od 32. minuty) | René Swette Bernhard Starkbaum (od 32. minuty) | Brankáři                    | Anders Nilsson | Rozhodčí: Roman Gofman Daniel Stricker Čároví: Miroslav Lhotský Sakari Suominen |
| D. Heinrich (K. Komarek, M. Latusa) – 53:17    | D. Heinrich (K. Komarek, M. Latusa) – 53:17    | 0:1 0:2 0:3 0:4 0:5 0:6 1:6 | 13:38 – F. Forsberg 18:37 – O. Klefbom (M. Sjögren, J. Josefson) 19:18 – A. Lander (L. Eriksson, F. Forsberg) 28:22 – F. Forsberg (Eriksson, O. Ekman-Larsson) 29:13 – E. Lindholm 31:14 – F. Forsberg (A. Lander, Ekman-Larsson) | Rozhodčí: Roman Gofman Daniel Stricker Čároví: Miroslav Lhotský Sakari Suominen |
| 12 min                                         | 12 min                                         | Tresty                      | 18 min | Rozhodčí: Roman Gofman Daniel Stricker Čároví: Miroslav Lhotský Sakari Suominen |
| 17                                             | 17                                             | Střely                      | 41 | Rozhodčí: Roman Gofman Daniel Stricker Čároví: Miroslav Lhotský Sakari Suominen |

| 3. května 2015 16:15 | Kanada | 10 : 0 (4:0, 5:0, 1:0) | Německo | O2 arena, Praha Návštěvnost: 15 046 |  |

| Zpráva | |                                          |                                                    |                                                                              |
| Martin Jones | Martin Jones | Brankáři                                 | Dennis Endras Danny aus den Birken (od 25. minuty) | Rozhodčí: Jozef Kubuš Konstantin Olenin Čároví: Fraser McIntyre Peter Šefčík |
| S. Crosby (R. O'Reilly) – 08:02 T. Hall (J. Eberle, M. Duchene) – 08:25 C. Eakin (R. O'Reilly) – 16:58 C. Eakin (T. Toffoli) – 19:49 T. Hall (M. Duchene, J. Eberle) – 22:10 A. Ekblad (C. Giroux, P. Wiercioch) – 24:29 C. Giroux (T. Ennis, D. Savard) – 27:34 T. Ennis (C. Giroux, D. Hamhuis) – 35:16 T. Hall (M. Duchene, J. Muzzin) – 39:37 M. Duchene (ts.) – 42:03 | S. Crosby (R. O'Reilly) – 08:02 T. Hall (J. Eberle, M. Duchene) – 08:25 C. Eakin (R. O'Reilly) – 16:58 C. Eakin (T. Toffoli) – 19:49 T. Hall (M. Duchene, J. Eberle) – 22:10 A. Ekblad (C. Giroux, P. Wiercioch) – 24:29 C. Giroux (T. Ennis, D. Savard) – 27:34 T. Ennis (C. Giroux, D. Hamhuis) – 35:16 T. Hall (M. Duchene, J. Muzzin) – 39:37 M. Duchene (ts.) – 42:03 | 1:0 2:0 3:0 4:0 5:0 6:0 7:0 8:0 9:0 10:0 |                                                    | Rozhodčí: Jozef Kubuš Konstantin Olenin Čároví: Fraser McIntyre Peter Šefčík |
| 6 min | 6 min | Tresty                                   | 2 min                                              | Rozhodčí: Jozef Kubuš Konstantin Olenin Čároví: Fraser McIntyre Peter Šefčík |
| 34 | 34 | Střely                                   | 17                                                 | Rozhodčí: Jozef Kubuš Konstantin Olenin Čároví: Fraser McIntyre Peter Šefčík |

| 3. května 2015 20:15 | Francie | 1 : 3 (0:1, 0:1, 1:1) | Švýcarsko | O2 arena, Praha Návštěvnost: 8 780 |  |

| Zpráva          |                 |                 | |                                                                            |
| Cristobal Huet  | Cristobal Huet  | Brankáři        | Leonardo Genoni | Rozhodčí: Pavel Hodek Aleksi Rantala Čároví: Henrik Pihlblad Masi Puolakka |
| D. Raux – 48:31 | D. Raux – 48:31 | 0:1 0:2 1:2 1:3 | 15:36 (PH1) – D. Hollenstein (D. Brunner, R. Josi) 21:24 – R. Josi (K. Fiala, E. Blum) 59:06 (PB) – R. Suri (D. Brunner) | Rozhodčí: Pavel Hodek Aleksi Rantala Čároví: Henrik Pihlblad Masi Puolakka |
| 63 min          | 63 min          | Tresty          | 12 min | Rozhodčí: Pavel Hodek Aleksi Rantala Čároví: Henrik Pihlblad Masi Puolakka |
| 20              | 20              | Střely          | 35 | Rozhodčí: Pavel Hodek Aleksi Rantala Čároví: Henrik Pihlblad Masi Puolakka |

| 4. května 2015 16:15 | Lotyšsko | 1 : 8 (0:1, 1:3, 0:4) | Švédsko | O2 arena, Praha Návštěvnost: 15 315 |  |

| Zpráva                                              |                                                     |                                     | |                                                                          |
| Edgars Masaļskis                                    | Edgars Masaļskis                                    | Brankáři                            | Jhonas Enroth | Rozhodčí: Pavel Hodek Aleksi Rantala Čároví: Miroslav Lhotský Jon Kilian |
| L. Dārziņš (K. Daugaviņš, G. Galviņš) (PH1) – 32:53 | L. Dārziņš (K. Daugaviņš, G. Galviņš) (PH1) – 32:53 | 0:1 0:2 1:2 1:3 1:4 1:5 1:6 1:7 1:8 | 17:37 (PH1) – L. Eriksson 30:05 (PH1) – L. Eriksson (M. Ekholm, S. Kronwall) 33:03 (ts.) – F. Forsberg 39:46 – L. Eriksson (J. Ahnelöv) 44:43 (PH1) – O. Möller (O. Ekman-Larsson, J. Klingberg) 49:32 – J. Josefson (J. Lundqvist) 57:04 – J. Lundqvist (S. Hjalmarsson, O. Ekman-Larsson) 59:51 – V. Rask (J. Ericsson, E. Lindholm) | Rozhodčí: Pavel Hodek Aleksi Rantala Čároví: Miroslav Lhotský Jon Kilian |
| 10 min                                              | 10 min                                              | Tresty                              | 10 min | Rozhodčí: Pavel Hodek Aleksi Rantala Čároví: Miroslav Lhotský Jon Kilian |
| 20                                                  | 20                                                  | Střely                              | 36 | Rozhodčí: Pavel Hodek Aleksi Rantala Čároví: Miroslav Lhotský Jon Kilian |

| 4. května 2015 20:15 | Kanada | 6 : 3 (2:1, 1:1, 3:1) | Česko | O2 arena, Praha Návštěvnost: 17 383 |  |

| Zpráva | |                                     | |                                                                            |
| Mike Smith | Mike Smith | Brankáři                            | Ondřej Pavelec                                                                                              | Rozhodčí: Vjačeslav Bulanov Jyri Rönn Čároví: Gleb Lazarev Sakari Suominen |
| J. Eberle (A. Ekblad, M. Duchene) – 04:18 T. Hall (J. Muzzin, J. Eberle) – 19:01 S. Couturier (T. Toffoli) – 37:40 T. Seguin (T. Hall, T. Barrie) (PH1) – 42:02 S. Crosby (C. Giroux) (PH1) – 50:07 T. Toffoli (R. O'Reilly, N. MacKinnon) (PB) – 58:31 | J. Eberle (A. Ekblad, M. Duchene) – 04:18 T. Hall (J. Muzzin, J. Eberle) – 19:01 S. Couturier (T. Toffoli) – 37:40 T. Seguin (T. Hall, T. Barrie) (PH1) – 42:02 S. Crosby (C. Giroux) (PH1) – 50:07 T. Toffoli (R. O'Reilly, N. MacKinnon) (PB) – 58:31 | 1:0 2:0 2:1 2:2 3:2 4:2 5:2 5:3 6:3 | 19:22 – M. Erat (J. Kovář, J. Jágr) 35:45 – M. Zaťovič (D. Simon, J. Kolář) 57:36 – V. Sobotka (J. Voráček) | Rozhodčí: Vjačeslav Bulanov Jyri Rönn Čároví: Gleb Lazarev Sakari Suominen |
| 10 min | 10 min | Tresty                              | 14 min | Rozhodčí: Vjačeslav Bulanov Jyri Rönn Čároví: Gleb Lazarev Sakari Suominen |
| 38 | 38 | Střely                              | 25 | Rozhodčí: Vjačeslav Bulanov Jyri Rönn Čároví: Gleb Lazarev Sakari Suominen |

| 5. května 2015 16:15 | Švýcarsko | 1 : 0 (0:0, 0:0, 1:0) | Německo | O2 arena, Praha Návštěvnost: 10 253 |  |

| Zpráva                                      |                                             |          |                |                                                                            |
| Leonardo Genoni                             | Leonardo Genoni                             | Brankáři | Timo Pielmeier | Rozhodčí: Mikael Nord Vjačeslav Bulanov Čároví: Masi Puolakka Peter Šefčík |
| D. Hollenstein (D. Bruner, K. Romy) – 52:16 | D. Hollenstein (D. Bruner, K. Romy) – 52:16 | 1:0      |                | Rozhodčí: Mikael Nord Vjačeslav Bulanov Čároví: Masi Puolakka Peter Šefčík |
| 6 min                                       | 6 min                                       | Tresty   | 12 min         | Rozhodčí: Mikael Nord Vjačeslav Bulanov Čároví: Masi Puolakka Peter Šefčík |
| 18                                          | 18                                          | Střely   | 18             | Rozhodčí: Mikael Nord Vjačeslav Bulanov Čároví: Masi Puolakka Peter Šefčík |

| 5. května 2015 20:15 | Rakousko | 0 : 2 (0:0, 0:0, 0:2) | Francie | O2 arena, Praha Návštěvnost: 5 857 |  |

| Zpráva             |                    |          | |                                                                                  |
| Bernhard Starkbaum | Bernhard Starkbaum | Brankáři | Cristobal Huet                                                                                          | Rozhodčí: Tobias Wehrli Vladimír Šindler Čároví: Henrik Philblad Fraser McIntyre |
|                    |                    | 0:1 0:2  | 46:13 (PH1) – D. Fleury (S. Da Costa, Y. Auvitu) 59:02 (PB) – L. Meunier (Y. Treille, K. Hecquefeuille) | Rozhodčí: Tobias Wehrli Vladimír Šindler Čároví: Henrik Philblad Fraser McIntyre |
| 10 min             | 10 min             | Tresty   | 6 min                                                                                                   | Rozhodčí: Tobias Wehrli Vladimír Šindler Čároví: Henrik Philblad Fraser McIntyre |
| 23                 | 23                 | Střely   | 29 | Rozhodčí: Tobias Wehrli Vladimír Šindler Čároví: Henrik Philblad Fraser McIntyre |

| 6. května 2015 16:15 | Švýcarsko | 1 : 2 PP (0:0, 0:1, 1:0; 0:1) | Lotyšsko | O2 arena, Praha Návštěvnost: 10 856 |  |

| Zpráva            |                   |             |                                                                               |                                                                            |
| Reto Berra        | Reto Berra        | Brankáři    | Edgars Masaļskis                                                              | Rozhodčí: Maxim Sidorenko Vladimír Šindler Čároví: Gleb Lazarev Jon Kilian |
| M. Bieber – 58:09 | M. Bieber – 58:09 | 0:1 1:1 1:2 | 24:19 – A. Džeriņš (L. Dārziņš, K. Rēdlihs) 62:19 – K. Daugaviņš (L. Dārziņš) | Rozhodčí: Maxim Sidorenko Vladimír Šindler Čároví: Gleb Lazarev Jon Kilian |
| 6 min             | 6 min             | Tresty      | 10 min                                                                        | Rozhodčí: Maxim Sidorenko Vladimír Šindler Čároví: Gleb Lazarev Jon Kilian |
| 36                | 36                | Střely      | 21                                                                            | Rozhodčí: Maxim Sidorenko Vladimír Šindler Čároví: Gleb Lazarev Jon Kilian |

| 6. května 2015 20:15 | Švédsko | 4 : 6 (3:0, 1:3, 0:3) | Kanada | O2 arena, Praha Návštěvnost: 16 695 |  |

| Zpráva | |                                         | |                                                                          |
| Anders Nilsson | Anders Nilsson | Brankáři                                | Mike Smith | Rozhodčí: Tobias Wehrli Jyri Rönn Čároví: Masi Puolakka Miroslav Lhotský |
| A. Lander (L. Eriksson, P. Granberg) – 05:06 V. Rask (O. Klefbom, E. Lindholm) – 17:21 F. Forsberg (L. Eriksson, J. Klingberg) – 17:49 O. Möller (M. Sjögren, O. Ekman-Larsson) – 35:19 | A. Lander (L. Eriksson, P. Granberg) – 05:06 V. Rask (O. Klefbom, E. Lindholm) – 17:21 F. Forsberg (L. Eriksson, J. Klingberg) – 17:49 O. Möller (M. Sjögren, O. Ekman-Larsson) – 35:19 | 1:0 2:0 3:0 3:1 3:2 3:3 4:3 4:4 4:5 4:6 | 26:43 – A. Ekblad (B. Burns, R. O'Reilly) 31:27 (ts.) – T. Hall 34:23 – S. Couturier (A. Ekblad) 50:24 – P. Wiercioch (J. Eberle, S. Crosby) 53:31 (PH1) – T. Ennis (T. Hall, J. Spezza) 58:10 (PB) – T. Seguin (R. O'Reilly) | Rozhodčí: Tobias Wehrli Jyri Rönn Čároví: Masi Puolakka Miroslav Lhotský |
| 4 min | 4 min | Tresty                                  | 4 min | Rozhodčí: Tobias Wehrli Jyri Rönn Čároví: Masi Puolakka Miroslav Lhotský |
| 32 | 32 | Střely                                  | 39 | Rozhodčí: Tobias Wehrli Jyri Rönn Čároví: Masi Puolakka Miroslav Lhotský |

| 7. května 2015 16:15 | Česko | 5 : 1 (0:0, 2:1, 3:0) | Francie | O2 arena, Praha Návštěvnost: 17 110 |  |

| Zpráva | |                         |                                                    |                                                                              |
| Ondřej Pavelec | Ondřej Pavelec | Brankáři                | Florian Hardy                                      | Rozhodčí: Mikael Nord Aleksi Rantala Čároví: Henrik Philblad Sakari Suominen |
| O. Němec (J. Novotný) – 21:10 V. Sobotka (J. Krejčík) – 26:58 J. Jágr (J. Kovář, D. Simon) – 44:25 O. Němec (T. Hertl, J. Voráček) – 48:28 R. Červenka (O. Němec, J. Krejčík) (PH1) – 54:49 | O. Němec (J. Novotný) – 21:10 V. Sobotka (J. Krejčík) – 26:58 J. Jágr (J. Kovář, D. Simon) – 44:25 O. Němec (T. Hertl, J. Voráček) – 48:28 R. Červenka (O. Němec, J. Krejčík) (PH1) – 54:49 | 1:0 2:0 2:1 3:1 4:1 5:1 | 28:41 – K. Hecquefeuille (L. Lamperier, A. Guttig) | Rozhodčí: Mikael Nord Aleksi Rantala Čároví: Henrik Philblad Sakari Suominen |
| 4 min | 4 min | Tresty                  | 10 min                                             | Rozhodčí: Mikael Nord Aleksi Rantala Čároví: Henrik Philblad Sakari Suominen |
| 46 | 46 | Střely                  | 20                                                 | Rozhodčí: Mikael Nord Aleksi Rantala Čároví: Henrik Philblad Sakari Suominen |

| 7. května 2015 20:15 | Švédsko | 4 : 3 (2:1, 0:1, 2:1) | Německo | O2 arena, Praha Návštěvnost: 16 137 |  |

| Zpráva | |                             | |                                                                            |
| Jhonas Enroth | Jhonas Enroth | Brankáři                    | Timo Pielmeier                                                                                                   | Rozhodčí: Pavel Hodek Maxim Sidorenko Čároví: Fraser McIntyre Peter Šefčík |
| O. Möller (J. Lindström, M. Sjögren) – 11:19 J. Lindström (O. Möller) – 12:44 J. Klingberg (S. Kronwall, O. Möller) – 42:56 O. Möller (O. Ekman-Larsson, J. Lindström) – 48:40 | O. Möller (J. Lindström, M. Sjögren) – 11:19 J. Lindström (O. Möller) – 12:44 J. Klingberg (S. Kronwall, O. Möller) – 42:56 O. Möller (O. Ekman-Larsson, J. Lindström) – 48:40 | 1:0 2:0 2:1 2:2 3:2 4:2 4:3 | 15:48 (PH1) – M. Kink (T. Rieder, S. Daschner) 29:30 – N. Krämmer 54:39 – M. Plachta (K. Hospelt, Y. Seidenberg) | Rozhodčí: Pavel Hodek Maxim Sidorenko Čároví: Fraser McIntyre Peter Šefčík |
| 6 min | 6 min | Tresty                      | 29 min | Rozhodčí: Pavel Hodek Maxim Sidorenko Čároví: Fraser McIntyre Peter Šefčík |
| 35 | 35 | Střely                      | 27 | Rozhodčí: Pavel Hodek Maxim Sidorenko Čároví: Fraser McIntyre Peter Šefčík |

| 8. května 2015 16:15 | Česko | 4 : 0 (0:0, 3:0, 1:0) | Rakousko | O2 arena, Praha Návštěvnost: 17 383 |  |

| Zpráva | |                 |                                                |                                                                            |
| Ondřej Pavelec | Ondřej Pavelec | Brankáři        | Bernhard Starkbaum René Swette (od 41. minuty) | Rozhodčí: Vjačeslav Bulanov Jyri Rönn Čároví: Gleb Lazarev Fraser McIntyre |
| O. Němec (D. Simon) – 31:09 M. Zaťovič (J. Hejda, O. Němec) – 38:04 V. Sobotka (R. Červenka, J. Krejčík) – 39:08 J. Voráček (M. Jordán, T. Hertl) – 40:07 | O. Němec (D. Simon) – 31:09 M. Zaťovič (J. Hejda, O. Němec) – 38:04 V. Sobotka (R. Červenka, J. Krejčík) – 39:08 J. Voráček (M. Jordán, T. Hertl) – 40:07 | 1:0 2:0 3:0 4:0 |                                                | Rozhodčí: Vjačeslav Bulanov Jyri Rönn Čároví: Gleb Lazarev Fraser McIntyre |
| 4 min | 4 min | Tresty          | 10 min                                         | Rozhodčí: Vjačeslav Bulanov Jyri Rönn Čároví: Gleb Lazarev Fraser McIntyre |
| 42 | 42 | Střely          | 12                                             | Rozhodčí: Vjačeslav Bulanov Jyri Rönn Čároví: Gleb Lazarev Fraser McIntyre |

| 8. května 2015 20:15 | Německo | 2 : 1 (0:1, 0:0, 2:0) | Lotyšsko | O2 arena, Praha Návštěvnost: 15 494 |  |

| Zpráva                                                     |                                                            |             |                                         |                                                                      |
| Dennis Endras                                              | Dennis Endras                                              | Brankáři    | Edgars Masaļskis                        | Rozhodčí: Mikael Nord Tobias Wehrli Čároví: Masi Puolakka Jon Kilian |
| M. Wolf (P. Reimer, J. Krueger) – 46:46 M. Plachta – 57:35 | M. Wolf (P. Reimer, J. Krueger) – 46:46 M. Plachta – 57:35 | 0:1 1:1 2:1 | 11:05 (PH1) – L. Dārziņš (K. Daugaviņš) | Rozhodčí: Mikael Nord Tobias Wehrli Čároví: Masi Puolakka Jon Kilian |
| 10 min                                                     | 10 min                                                     | Tresty      | 27 min                                  | Rozhodčí: Mikael Nord Tobias Wehrli Čároví: Masi Puolakka Jon Kilian |
| 24                                                         | 24                                                         | Střely      | 16                                      | Rozhodčí: Mikael Nord Tobias Wehrli Čároví: Masi Puolakka Jon Kilian |

| 9. května 2015 12:15 | Francie | 3 : 4 (1:2, 0:1, 2:1) | Kanada | O2 arena, Praha Návštěvnost: 15 300 |  |

| Zpráva                                                                                                | |                             | |                                                                               |
| Ronan Quemener                                                                                        | Ronan Quemener                                                                                        | Brankáři                    | Martin Jones | Rozhodčí: Tobias Wehrli Vladimír Šindler Čároví: Henrik Philblad Peter Šefčík |
| J. Desrosiers (L. Meunier, Y. Auvitu) – 16:31 Y. Treille (L. Meunier) (PH1) – 46:21 D. Fleury – 46:56 | J. Desrosiers (L. Meunier, Y. Auvitu) – 16:31 Y. Treille (L. Meunier) (PH1) – 46:21 D. Fleury – 46:56 | 0:1 0:2 1:2 1:3 2:3 3:3 3:4 | 11:26 (PH1) – T. Seguin (J. Spezza, T. Barrie) 12:32 – J. Eberle (N. MacKinnon, M. Duchene) 37:02 (PH1) – T. Seguin (J. Spezza) 49:18 (PH1) – J. Eberle (B. Burns, S. Crosby) | Rozhodčí: Tobias Wehrli Vladimír Šindler Čároví: Henrik Philblad Peter Šefčík |
| 12 min                                                                                                | 12 min                                                                                                | Tresty                      | 8 min | Rozhodčí: Tobias Wehrli Vladimír Šindler Čároví: Henrik Philblad Peter Šefčík |
| 21 | 21 | Střely                      | 43 | Rozhodčí: Tobias Wehrli Vladimír Šindler Čároví: Henrik Philblad Peter Šefčík |

| 9. května 2015 16:15 | Rakousko | 1 : 2 PP (1:0, 0:1, 0:0; 0:1) | Lotyšsko | O2 arena, Praha Návštěvnost: 12 735 |  |

| Zpráva                       |                              |             |                                                                                 |                                                                            |
| Bernhard Starkbaum           | Bernhard Starkbaum           | Brankáři    | Edgars Masaļskis                                                                | Rozhodčí: Timothy Mayer Tobias Björk Čároví: Gleb Lazarev Miroslav Lhotský |
| B. Lebler (M. Raffl) – 16:07 | B. Lebler (M. Raffl) – 16:07 | 1:0 1:1 1:2 | 32:15 – L. Dārziņš (K. Daugaviņš) 60:33 – K. Daugaviņš (L. Dārziņš, G. Galviņš) | Rozhodčí: Timothy Mayer Tobias Björk Čároví: Gleb Lazarev Miroslav Lhotský |
| 2 min                        | 2 min                        | Tresty      | 16 min                                                                          | Rozhodčí: Timothy Mayer Tobias Björk Čároví: Gleb Lazarev Miroslav Lhotský |
| 29                           | 29                           | Střely      | 18                                                                              | Rozhodčí: Timothy Mayer Tobias Björk Čároví: Gleb Lazarev Miroslav Lhotský |

| 9. května 2015 20:15 | Švédsko | 2 : 1 PP (1:0, 0:0, 0:1; 1:0) | Švýcarsko | O2 arena, Praha Návštěvnost: 15 201 |  |

| Zpráva                                                                                               | |             |                                           |                                                                                 |
| Jhonas Enroth                                                                                        | Jhonas Enroth                                                                                        | Brankáři    | Leonardo Genoni                           | Rozhodčí: Maxim Sidorenko Vjačeslav Bulanov Čároví: Sakari Suominen Jon Killian |
| E. Lindholm (V. Rask, J. Ericsson) – 07:17 F. Forsberg (L. Eriksson, O. Ekman-Larsson) (PH1) – 63:49 | E. Lindholm (V. Rask, J. Ericsson) – 07:17 F. Forsberg (L. Eriksson, O. Ekman-Larsson) (PH1) – 63:49 | 1:0 1:1 2:1 | 40:34 – S. Bodenmann (E. Blum, A. Ambühl) | Rozhodčí: Maxim Sidorenko Vjačeslav Bulanov Čároví: Sakari Suominen Jon Killian |
| 10 min                                                                                               | 10 min                                                                                               | Tresty      | 8 min                                     | Rozhodčí: Maxim Sidorenko Vjačeslav Bulanov Čároví: Sakari Suominen Jon Killian |
| 29                                                                                                   | 29                                                                                                   | Střely      | 16                                        | Rozhodčí: Maxim Sidorenko Vjačeslav Bulanov Čároví: Sakari Suominen Jon Killian |

| 10. května 2015 16:15 | Německo | 2 : 4 (1:1, 1:2, 0:1) | Česko | O2 arena, Praha Návštěvnost: 17 383 |  |

| Zpráva                                                                |                                                                       |                         | |                                                                            |
| Timo Pielmeier                                                        | Timo Pielmeier                                                        | Brankáři                | Ondřej Pavelec | Rozhodčí: Mikael Nord Tobias Björk Čároví: Sakari Suominen Fraser McIntyre |
| D. Pietta (M. Müller, J. Krueger) – 07:13 M. Wolf (T. Rieder) – 23:50 | D. Pietta (M. Müller, J. Krueger) – 07:13 M. Wolf (T. Rieder) – 23:50 | 1:0 1:1 2:1 2:2 2:3 2:4 | 13:39 – M. Vondrka 25:58 – P. Koukal (J. Kolář, D. Simon) 27:36 (PH1) – J. Voráček (J. Jágr, J. Nakládal) 55:58 – J. Jágr (R. Červenka) | Rozhodčí: Mikael Nord Tobias Björk Čároví: Sakari Suominen Fraser McIntyre |
| 6 min                                                                 | 6 min                                                                 | Tresty                  | 6 min | Rozhodčí: Mikael Nord Tobias Björk Čároví: Sakari Suominen Fraser McIntyre |
| 14                                                                    | 14                                                                    | Střely                  | 38 | Rozhodčí: Mikael Nord Tobias Björk Čároví: Sakari Suominen Fraser McIntyre |

| 10. května 2015 20:15 | Švýcarsko | 2 : 7 (1:2, 0:3, 1:2) | Kanada | O2 arena, Praha Návštěvnost: 17 003 |  |

| Zpráva                                                          |                                                                 |                                     | |                                                                          |
| Reto Berra                                                      | Reto Berra                                                      | Brankáři                            | Mike Smith | Rozhodčí: Timothy Mayer Jyri Rönn Čároví: Masi Puolakka Miroslav Lhotský |
| M. Trachsler (R. Schäppi, M. Streit) – 06:21 D. Brunner – 42:17 | M. Trachsler (R. Schäppi, M. Streit) – 06:21 D. Brunner – 42:17 | 0:1 1:1 1:2 1:3 1:4 1:5 2:5 2:6 2:7 | 00:53 – T. Seguin (J. Muzzin, C. Giroux) 19:42 – N. MacKinnon (J. Spezza, P. Wiercioch) 27:59 – A. Ekblad (S. Couturier, C. Eakin) 39:00 (PH1) – J. Eberle (S. Crosby, B. Burns) 39:59 – C. Eakin (S. Couturier, A. Ekblad) 52:27 – S. Couturier (T. Toffoli, D. Hamhuis) 57:08 (PH1) – C. Giroux (B. Burns, R. O'Reilly) | Rozhodčí: Timothy Mayer Jyri Rönn Čároví: Masi Puolakka Miroslav Lhotský |
| 16 min                                                          | 16 min                                                          | Tresty                              | 12 min | Rozhodčí: Timothy Mayer Jyri Rönn Čároví: Masi Puolakka Miroslav Lhotský |
| 25                                                              | 25                                                              | Střely                              | 46 | Rozhodčí: Timothy Mayer Jyri Rönn Čároví: Masi Puolakka Miroslav Lhotský |

| 11. května 2015 16:15 | Německo | 2 : 3 SN (0:0, 0:1, 2:1; 0:0; 0:1) | Rakousko | O2 arena, Praha Návštěvnost: 11 302 |  |

| Zpráva | |                                    | |                                                                                    |
| Dennis Endras | Dennis Endras | Brankáři                           | Bernhard Starkbaum | Rozhodčí: Vjačeslav Bulanov Konstantin Olenin Čároví: Henrik Philblad Peter Šefčík |
| M. Wolf (D. Pietta, M. Müller) – 44:14 P. Reimer (B. Kohl, N. Krämmer) – 58:00 Kai Hospelt Tobias Rieder Patrick Reimer | M. Wolf (D. Pietta, M. Müller) – 44:14 P. Reimer (B. Kohl, N. Krämmer) – 58:00 Kai Hospelt Tobias Rieder Patrick Reimer | 0:1 1:1 1:2 2:2 Samostatné nájezdy | 34:33 – T. Raffl (M. Raffl, D. Heinrich) 54:22 – R. Rotter (F. Muhlstein) Dominique Heinrich Konstantin Komarek Brian Lebler | Rozhodčí: Vjačeslav Bulanov Konstantin Olenin Čároví: Henrik Philblad Peter Šefčík |
| 6 min | 6 min | Tresty                             | 6 min | Rozhodčí: Vjačeslav Bulanov Konstantin Olenin Čároví: Henrik Philblad Peter Šefčík |
| 17 | 17 | Střely                             | 34 | Rozhodčí: Vjačeslav Bulanov Konstantin Olenin Čároví: Henrik Philblad Peter Šefčík |

| 11. května 2015 20:15 | Švédsko | 4 : 2 (1:0, 1:2, 2:0) | Francie | O2 arena, Praha Návštěvnost: 12 490 |  |

| Zpráva | |                         |                                                                                       |                                                                        |
| Jhonas Enroth | Jhonas Enroth | Brankáři                | Cristobal Huet Florian Hardy (od 44. minuty)                                          | Rozhodčí: Maxim Sidorenko Jozef Kubuš Čároví: Gleb Lazarev Jon Killian |
| J. Josefson (O. Klefbom, O. Ekman-Larsson) – 11:00 F. Forsberg (E. Lindholm) (PH1) – 34:52 F. Forsberg (O. Ekman-Larsson) – 40:52 O. Ekman-Larsson (L. Eriksson, O. Klefbom) – 43:27 | J. Josefson (O. Klefbom, O. Ekman-Larsson) – 11:00 F. Forsberg (E. Lindholm) (PH1) – 34:52 F. Forsberg (O. Ekman-Larsson) – 40:52 O. Ekman-Larsson (L. Eriksson, O. Klefbom) – 43:27 | 1:0 1:1 1:2 2:2 3:2 4:2 | 20:34 – D. Fleury (A. Roussel, T. Da Costa) 22:52 – D. Fleury (A. Roussel, Y. Auvitu) | Rozhodčí: Maxim Sidorenko Jozef Kubuš Čároví: Gleb Lazarev Jon Killian |
| 10 min | 10 min | Tresty                  | 16 min                                                                                | Rozhodčí: Maxim Sidorenko Jozef Kubuš Čároví: Gleb Lazarev Jon Killian |
| 41 | 41 | Střely                  | 17                                                                                    | Rozhodčí: Maxim Sidorenko Jozef Kubuš Čároví: Gleb Lazarev Jon Killian |

| 12. května 2015 12:15 | Kanada | 10 : 1 (4:0, 2:0, 4:1) | Rakousko | O2 arena, Praha Návštěvnost: 16 031 |  |

| Zpráva | |                                              |                                                |                                                                           |
| Mike Smith | Mike Smith | Brankáři                                     | Bernhard Starkbaum René Swette (od 44. minuty) | Rozhodčí: Maxim Sidorenko Roman Gofman Čároví: Masi Puolakka Peter Šefčík |
| T. Barrie (R. O'Reilly, C. Giroux) – 06:04 M. Duchene (J. Spezza, J. Muzzin) – 09:09 T. Hall (B. Burns) – 11:17 A. Ekblad (J. Eberle) – 14:10 J. Spezza (M. Duchene, P. Wiercioch) – 21:58 J. Eberle (B. Burns) – 35:52 N. MacKinnon (J. Muzzin) – 42:53 J. Spezza – 43:05 B. Schenn (M. Duchene) – 46:09 M. Duchene (N. MacKinnon, J. Spezza) – 54:43 | T. Barrie (R. O'Reilly, C. Giroux) – 06:04 M. Duchene (J. Spezza, J. Muzzin) – 09:09 T. Hall (B. Burns) – 11:17 A. Ekblad (J. Eberle) – 14:10 J. Spezza (M. Duchene, P. Wiercioch) – 21:58 J. Eberle (B. Burns) – 35:52 N. MacKinnon (J. Muzzin) – 42:53 J. Spezza – 43:05 B. Schenn (M. Duchene) – 46:09 M. Duchene (N. MacKinnon, J. Spezza) – 54:43 | 1:0 2:0 3:0 4:0 5:0 6:0 6:1 7:1 8:1 9:1 10:1 | D. Heinrich (R. Rotter) – 42:44                | Rozhodčí: Maxim Sidorenko Roman Gofman Čároví: Masi Puolakka Peter Šefčík |
| 0 min | 0 min | Tresty                                       | 4 min                                          | Rozhodčí: Maxim Sidorenko Roman Gofman Čároví: Masi Puolakka Peter Šefčík |
| 46 | 46 | Střely                                       | 15                                             | Rozhodčí: Maxim Sidorenko Roman Gofman Čároví: Masi Puolakka Peter Šefčík |

| 12. května 2015 16:15 | Lotyšsko | 2 : 3 SN (1:0, 1:0, 0:2; 0:0; 0:1) | Francie | O2 arena, Praha Návštěvnost: 15 167 |  |

| Zpráva | |                                    | |                                                                            |
| Edgars Masaļskis | Edgars Masaļskis | Brankáři                           | Cristobal Huet | Rozhodčí: Timothy Mayer Jyri Rönn Čároví: Sakari Suominen Miroslav Lhotský |
| K. Daugaviņš (L. Dārziņš, G. Galviņš) (PH1) – 11:25 G. Galviņš (L. Dārziņš, K. Daugaviņš) (PH1) – 22:48 Lauris Dārziņš Kaspars Daugaviņš | K. Daugaviņš (L. Dārziņš, G. Galviņš) (PH1) – 11:25 G. Galviņš (L. Dārziņš, K. Daugaviņš) (PH1) – 22:48 Lauris Dārziņš Kaspars Daugaviņš | 1:0 2:0 2:1 2:2 Samostatné nájezdy | 48:21 – S. Da Costa (D. Fleury) 55:20 – S. Treille (K. Hecquefeuille, C. Huet) Damien Fleury Julien Desrosiers Stéphane Da Costa | Rozhodčí: Timothy Mayer Jyri Rönn Čároví: Sakari Suominen Miroslav Lhotský |
| 6 min | 6 min | Tresty                             | 6 min | Rozhodčí: Timothy Mayer Jyri Rönn Čároví: Sakari Suominen Miroslav Lhotský |
| 13 | 13 | Střely                             | 35 | Rozhodčí: Timothy Mayer Jyri Rönn Čároví: Sakari Suominen Miroslav Lhotský |

| 12. května 2015 20:15 | Česko | 2 : 1 SN (0:1, 0:0, 1:0; 0:0; 1:0) | Švýcarsko | O2 arena, Praha Návštěvnost: 17 383 |  |

| Zpráva                                                                         |                                                                                |                            |                                                                                         |                                                                                 |
| Ondřej Pavelec                                                                 | Ondřej Pavelec                                                                 | Brankáři                   | Reto Berra                                                                              | Rozhodčí: Jozef Kubuš Konstantin Olenin Čároví: Henrik Pihlblad Fraser McIntyre |
| M. Zaťovič (J. Kovář, J. Kolář) – 50:44 Jakub Voráček Jan Kovář Michal Vondrka | M. Zaťovič (J. Kovář, J. Kolář) – 50:44 Jakub Voráček Jan Kovář Michal Vondrka | 0:1 1:1 Samostatné nájezdy | 16:56 (PH2) – K. Fiala (D. Brunner, M. Streit) Kevin Fiala Andres Ambühl Romain Loeffel | Rozhodčí: Jozef Kubuš Konstantin Olenin Čároví: Henrik Pihlblad Fraser McIntyre |
| 12 min                                                                         | 12 min                                                                         | Tresty                     | 14 min                                                                                  | Rozhodčí: Jozef Kubuš Konstantin Olenin Čároví: Henrik Pihlblad Fraser McIntyre |
| 29                                                                             | 29                                                                             | Střely                     | 27                                                                                      | Rozhodčí: Jozef Kubuš Konstantin Olenin Čároví: Henrik Pihlblad Fraser McIntyre |

### Skupina B – Ostrava

#### Tabulka
|  | Týmy postupující do čtvrtfinále |
|  | Tým sestupující do Divize 1     |

| Poř. | Tým       | Z | V | VP | PP | P | GV | GI | +/- | B  |
| ---- | --------- | - | - | -- | -- | - | -- | -- | --- | -- |
| 1.   | USA       | 7 | 5 | 1  | 0  | 1 | 22 | 14 | +8  | 17 |
| 2.   | Finsko    | 7 | 4 | 2  | 0  | 1 | 22 | 9  | +13 | 16 |
| 3.   | Rusko     | 7 | 4 | 1  | 1  | 1 | 30 | 16 | +14 | 15 |
| 4.   | Bělorusko | 7 | 4 | 0  | 2  | 1 | 20 | 19 | +1  | 14 |
| 5.   | Slovensko | 7 | 1 | 2  | 2  | 2 | 17 | 19 | −2  | 9  |
| 6.   | Norsko    | 7 | 2 | 0  | 0  | 5 | 12 | 23 | −11 | 6  |
| 7.   | Dánsko    | 7 | 1 | 0  | 1  | 5 | 10 | 20 | −10 | 4  |
| 8.   | Slovinsko | 7 | 1 | 0  | 0  | 6 | 9  | 22 | −13 | 3  |

#### Zápasy
Všechny časy zápasů jsou uvedeny ve středoevropském letním čase (UTC +2).
| 1. května 2015 16:15 | USA | 5 : 1 (1:0, 2:1, 2:0) | Finsko | ČEZ Aréna, Ostrava Návštěvnost: 8 812 |  |

| Zpráva | |                         |                                                  |                                                                                |
| Connor Hellebuyck | Connor Hellebuyck | Brankáři                | Pekka Rinne                                      | Rozhodčí: Tobias Björk Vjačeslav Bulanov Čároví: Vít Lederer Rudolf Tošenovjan |
| S. Moses (T. Krug, B. Nelson) – 19:37 M. Hendricks (D. Sexton) – 31:57 D. Sexton (T. Krug, M. Hendricks) – 34:47 N. Bonino (S. Moses, B. Nelson) – 46:19 M. Hendricks (D. Larkin) (PB) – 57:22 | S. Moses (T. Krug, B. Nelson) – 19:37 M. Hendricks (D. Sexton) – 31:57 D. Sexton (T. Krug, M. Hendricks) – 34:47 N. Bonino (S. Moses, B. Nelson) – 46:19 M. Hendricks (D. Larkin) (PB) – 57:22 | 1:0 1:1 2:1 3:1 4:1 5:1 | 25:40 – J. Jokipakka (J. Pesonen, J. Kemppainen) | Rozhodčí: Tobias Björk Vjačeslav Bulanov Čároví: Vít Lederer Rudolf Tošenovjan |
| 8 min | 8 min | Tresty                  | 4 min                                            | Rozhodčí: Tobias Björk Vjačeslav Bulanov Čároví: Vít Lederer Rudolf Tošenovjan |
| 27 | 27 | Střely                  | 30                                               | Rozhodčí: Tobias Björk Vjačeslav Bulanov Čároví: Vít Lederer Rudolf Tošenovjan |

| 1. května 2015 20:15 | Rusko | 6 : 2 (4:0, 2:2, 0:0) | Norsko | ČEZ Aréna, Ostrava Návštěvnost: 6 314 |  |

| Zpráva | |                                 |                                                                                 |                                                                    |
| Sergej Bobrovskij | Sergej Bobrovskij | Brankáři                        | Lars Volden                                                                     | Rozhodčí: Timothy Mayer Jyri Rönn Čároví: Jimmy Dahmén Bevan Mills |
| V. Šipačjov (I. Kovalčuk, J. Dadonov) (PH1) – 02:51 A. Anisimov (I. Kovalčuk) – 03:10 D. Zaripov (S. Mozjakin, V. Tichonov) – 15:14 V. Tichonov (J. Medveděv, D. Zaripov) – 16:53 M. Čudinov (S. Mozjakin, D. Zaripov) – 29:08 A. Panarin (V. Šipačjov, J. Birjukov) – 34:10 | V. Šipačjov (I. Kovalčuk, J. Dadonov) (PH1) – 02:51 A. Anisimov (I. Kovalčuk) – 03:10 D. Zaripov (S. Mozjakin, V. Tichonov) – 15:14 V. Tichonov (J. Medveděv, D. Zaripov) – 16:53 M. Čudinov (S. Mozjakin, D. Zaripov) – 29:08 A. Panarin (V. Šipačjov, J. Birjukov) – 34:10 | 1:0 2:0 3:0 4:0 4:1 4:2 5:2 6:2 | 20:25 – P. Thoresen (M. Olimb, J. Holøs) 26:50 – P. Thoresen (M. Olimb, M. Ask) | Rozhodčí: Timothy Mayer Jyri Rönn Čároví: Jimmy Dahmén Bevan Mills |
| 8 min | 8 min | Tresty                          | 10 min                                                                          | Rozhodčí: Timothy Mayer Jyri Rönn Čároví: Jimmy Dahmén Bevan Mills |
| 36 | 36 | Střely                          | 19                                                                              | Rozhodčí: Timothy Mayer Jyri Rönn Čároví: Jimmy Dahmén Bevan Mills |

| 2. května 2015 12:15 | Slovensko | 4 : 3 SN (0:0, 0:1, 3:2; 0:0; 1:0) | Dánsko | ČEZ Aréna, Ostrava Návštěvnost: 8 812 |  |

| Zpráva | |                                            | |                                                                            |
| Ján Laco | Ján Laco | Brankáři                                   | Patrick Galbraith | Rozhodčí: Vjačeslav Bulanov Jyri Rönn Čároví: Nicolas Fluri André Schrader |
| M. Sersen (L. Hudáček, R. Pánik) (PH1) – 48:08 M. Viedenský (V. Dravecký, P. Lušňák) – 49:26 D. Graňák (V. Dravecký, J. Laco) – 51:11 Marián Gáborík Marek Viedenský Vladimír Dravecký Marián Gáborík Marek Viedenský Marko Daňo | M. Sersen (L. Hudáček, R. Pánik) (PH1) – 48:08 M. Viedenský (V. Dravecký, P. Lušňák) – 49:26 D. Graňák (V. Dravecký, J. Laco) – 51:11 Marián Gáborík Marek Viedenský Vladimír Dravecký Marián Gáborík Marek Viedenský Marko Daňo | 0:1 1:1 2:1 2:2 3:2 3:3 Samostatné nájezdy | 25:05 (PH1) – P. Bjorkstrand (J. Jensen, J. B. Jensen) 49:57 – N. Hardt (M. Madsen) 57:46 – D. Nielsen Nichlas Hardt Morten Madsen Thomas Spelling Jesper Jensen Nichlas Hardt Morten Green | Rozhodčí: Vjačeslav Bulanov Jyri Rönn Čároví: Nicolas Fluri André Schrader |
| 6 min | 6 min | Tresty                                     | 10 min | Rozhodčí: Vjačeslav Bulanov Jyri Rönn Čároví: Nicolas Fluri André Schrader |
| 43 | 43 | Střely                                     | 19 | Rozhodčí: Vjačeslav Bulanov Jyri Rönn Čároví: Nicolas Fluri André Schrader |

| 2. května 2015 16:15 | Bělorusko | 4 : 2 (2:1, 1:0, 1:1) | Slovinsko | ČEZ Aréna, Ostrava Návštěvnost: 5 995 |  |

| Zpráva | |                         |                                                                         |                                                                           |
| Kevin Lalande | Kevin Lalande | Brankáři                | Robert Kristan                                                          | Rozhodčí: Mikael Nord Tobias Wehrli Čároví: Paul Carnathan Anton Semjonov |
| A. Stas (D. Korobov, A. Gavrus) – 10:08 A. Kosticyn (A. Stas, A. Gavrus) – 12:16 A. Kaljužnyj (A. Kosticyn, S. Kosticyn) – 23:51 A. Kitarov (PB) – 59:41 | A. Stas (D. Korobov, A. Gavrus) – 10:08 A. Kosticyn (A. Stas, A. Gavrus) – 12:16 A. Kaljužnyj (A. Kosticyn, S. Kosticyn) – 23:51 A. Kitarov (PB) – 59:41 | 1:0 1:1 2:1 3:1 3:2 4:2 | 10:42 – Ž. Jeglič (R. Tičar) 51:47 – Ž. Pance (T. Razingar, A. Kopitar) | Rozhodčí: Mikael Nord Tobias Wehrli Čároví: Paul Carnathan Anton Semjonov |
| 4 min | 4 min | Tresty                  | 4 min                                                                   | Rozhodčí: Mikael Nord Tobias Wehrli Čároví: Paul Carnathan Anton Semjonov |
| 26 | 26 | Střely                  | 23                                                                      | Rozhodčí: Mikael Nord Tobias Wehrli Čároví: Paul Carnathan Anton Semjonov |

| 2. května 2015 20:15 | Norsko | 1 : 2 (1:1, 0:1, 0:0) | USA | ČEZ Aréna, Ostrava Návštěvnost: 6 301 |  |

| Zpráva                                    |                                           |             |                                                                   |                                                                                  |
| Lars Haugen                               | Lars Haugen                               | Brankáři    | Connor Hellebuyck                                                 | Rozhodčí: Maxim Sidorenko Vladimír Šindler Čároví: Bevan Mills Rudolf Tošenovjan |
| M. Ask (O-K. Tollefsen, M. Olimb) – 06:39 | M. Ask (O-K. Tollefsen, M. Olimb) – 06:39 | 1:0 1:1 1:2 | 12:14 – T. Lewis (J. Vesey) 25:58 – B. Nelson (T. Krug, T. Lewis) | Rozhodčí: Maxim Sidorenko Vladimír Šindler Čároví: Bevan Mills Rudolf Tošenovjan |
| 12 min                                    | 12 min                                    | Tresty      | 20 min                                                            | Rozhodčí: Maxim Sidorenko Vladimír Šindler Čároví: Bevan Mills Rudolf Tošenovjan |
| 23                                        | 23                                        | Střely      | 35                                                                | Rozhodčí: Maxim Sidorenko Vladimír Šindler Čároví: Bevan Mills Rudolf Tošenovjan |

| 3. května 2015 12:15 | Rusko | 5 : 3 (3:0, 1:2, 1:1) | Slovinsko | ČEZ Aréna, Ostrava Návštěvnost: 7 557 |  |

| Zpráva | |                                 | |                                                                          |
| Konstantin Barulin | Konstantin Barulin | Brankáři                        | Luka Gračnar                                                                                         | Rozhodčí: Tobias Björk Maxim Sidorenko Čároví: Nicolas Fluri Vít Lederer |
| I. Kovalčuk (J. Dadonov, K. Barulin) – 04:03 N. Kuljomin (V. Antipin) – 04:39 J. Dadonov (A. Panarin, V. Šipačjov) (PH1) – 18:56 V. Šipačjov (A. Panarin, J. Dadonov) – 29:27 J. Dadonov (V. Šipačjov, A. Panarin) – 45:45 | I. Kovalčuk (J. Dadonov, K. Barulin) – 04:03 N. Kuljomin (V. Antipin) – 04:39 J. Dadonov (A. Panarin, V. Šipačjov) (PH1) – 18:56 V. Šipačjov (A. Panarin, J. Dadonov) – 29:27 J. Dadonov (V. Šipačjov, A. Panarin) – 45:45 | 1:0 2:0 3:0 3:1 4:1 4:2 5:2 5:3 | 23:14 – A. Kopitar (K. Pretnar, A. Kranjc) 34:30 – Ž. Pance 54:46 – R. Sabolič (R. Tičar, Ž. Jeglič) | Rozhodčí: Tobias Björk Maxim Sidorenko Čároví: Nicolas Fluri Vít Lederer |
| 4 min | 4 min | Tresty                          | 4 min                                                                                                | Rozhodčí: Tobias Björk Maxim Sidorenko Čároví: Nicolas Fluri Vít Lederer |
| 35 | 35 | Střely                          | 25                                                                                                   | Rozhodčí: Tobias Björk Maxim Sidorenko Čároví: Nicolas Fluri Vít Lederer |

| 3. května 2015 16:15 | Bělorusko | 1 : 2 PP (0:0, 0:0, 1:1; 0:1) | Slovensko | ČEZ Aréna, Ostrava Návštěvnost: 8 812 |  |

| Zpráva                                          |                                                 |             |                                                                                        |                                                                              |
| Kevin Lalande                                   | Kevin Lalande                                   | Brankáři    | Ján Laco                                                                               | Rozhodčí: Timothy Mayer Vladimír Šindler Čároví: Paul Carnathan Jimmy Dahmén |
| S. Kosticyn (A. Kaljužnyj, A. Kosticyn) – 51:27 | S. Kosticyn (A. Kaljužnyj, A. Kosticyn) – 51:27 | 1:0 1:1 1:2 | 52:31 – A. Meszároš (L. Hudáček, V. Dravecký) 61:55 – A. Meszároš (T. Jurčo, T. Tatar) | Rozhodčí: Timothy Mayer Vladimír Šindler Čároví: Paul Carnathan Jimmy Dahmén |
| 8 min                                           | 8 min                                           | Tresty      | 10 min                                                                                 | Rozhodčí: Timothy Mayer Vladimír Šindler Čároví: Paul Carnathan Jimmy Dahmén |
| 18                                              | 18                                              | Střely      | 34                                                                                     | Rozhodčí: Timothy Mayer Vladimír Šindler Čároví: Paul Carnathan Jimmy Dahmén |

| 3. května 2015 20:15 | Dánsko | 0 : 3 (0:0, 0:3, 0:0) | Finsko | ČEZ Aréna, Ostrava Návštěvnost: 8 353 |  |

| Zpráva         |                |             | |                                                                           |
| Sebastian Dahm | Sebastian Dahm | Brankáři    | Pekka Rinne | Rozhodčí: Mikael Nord Tobias Wehrli Čároví: André Schrader Anton Semjonov |
|                |                | 0:1 0:2 0:3 | 27:47 – J. Jokinen (A. Salmela, J. Donskoi) 28:58 – J. Pesonen (O. Louhivaara, J. Kemppainen) 35:56 – A. Barkov (E. Lindell, J. Jokinen) | Rozhodčí: Mikael Nord Tobias Wehrli Čároví: André Schrader Anton Semjonov |
| 8 min          | 8 min          | Tresty      | 2 min | Rozhodčí: Mikael Nord Tobias Wehrli Čároví: André Schrader Anton Semjonov |
| 16             | 16             | Střely      | 41 | Rozhodčí: Mikael Nord Tobias Wehrli Čároví: André Schrader Anton Semjonov |

| 4. května 2015 16:15 | Rusko | 2 : 4 (0:1, 1:1, 1:2) | USA | ČEZ Aréna, Ostrava Návštěvnost: 8 812 |  |

| Zpráva                                                                                   |                                                                                          |                         | |                                                                                     |
| Sergej Bobrovskij                                                                        | Sergej Bobrovskij                                                                        | Brankáři                | Jack Campbell | Rozhodčí: Marcus Vinnerborg Daniel Piechaczek Čároví: Rudolf Tošenovjan Bevan Mills |
| A. Bělov (A. Panarin, J. Dadonov) – 23:40 S. Plotnikov (D. Kulikov, A. Anisimov) – 56:19 | A. Bělov (A. Panarin, J. Dadonov) – 23:40 S. Plotnikov (D. Kulikov, A. Anisimov) – 56:19 | 0:1 1:1 1:2 1:3 2:3 2:4 | 06:22 – T. Lewis (S. Jones, J. Eichel) 26:22 (PH2) – T. Krug (S. Jones, J. Faulk) 51:52 – M. Arcobello (J. Vesey) 59:51 (PB) – B. Nelson (A. Lee) | Rozhodčí: Marcus Vinnerborg Daniel Piechaczek Čároví: Rudolf Tošenovjan Bevan Mills |
| 6 min                                                                                    | 6 min                                                                                    | Tresty                  | 6 min | Rozhodčí: Marcus Vinnerborg Daniel Piechaczek Čároví: Rudolf Tošenovjan Bevan Mills |
| 17                                                                                       | 17                                                                                       | Střely                  | 20 | Rozhodčí: Marcus Vinnerborg Daniel Piechaczek Čároví: Rudolf Tošenovjan Bevan Mills |

| 4. května 2015 20:15 | Norsko | 0 : 5 (0:1, 0:2, 0:2) | Finsko | ČEZ Aréna, Ostrava Návštěvnost: 6 634 |  |

| Zpráva      |             |                     | |                                                                       |
| Lars Volden | Lars Volden | Brankáři            | Pekka Rinne | Rozhodčí: Timothy Mayer Tobias Björk Čároví: Jimmy Dahmén Vít Lederer |
|             |             | 0:1 0:2 0:3 0:4 0:5 | 05:05 (PH1) – E. Lindell (J. Jokinen, A. Barkov) 28:39 (PH2) – J. Kemppainen (E. Lindell, J. Aaltonen) 30:21 (PH2) – J. Kemppainen (E. Lindell, J. Aaltonen) 51:15 – J. Jokipakka (L. Komarov, J. Kemppainen) 52:11 – J. Jokinen (A. Salmela, A. Barkov) | Rozhodčí: Timothy Mayer Tobias Björk Čároví: Jimmy Dahmén Vít Lederer |
| 10 min      | 10 min      | Tresty              | 12 min | Rozhodčí: Timothy Mayer Tobias Björk Čároví: Jimmy Dahmén Vít Lederer |
| 20          | 20          | Střely              | 30 | Rozhodčí: Timothy Mayer Tobias Björk Čároví: Jimmy Dahmén Vít Lederer |

| 5. května 2015 16:15 | Dánsko | 1 : 5 (1:0, 0:3, 0:2) | Bělorusko | ČEZ Aréna, Ostrava Návštěvnost: 4 796 |  |

| Zpráva                                    |                                           |                         | |                                                                            |
| Patrick Galbraith                         | Patrick Galbraith                         | Brankáři                | Kevin Lalande | Rozhodčí: Daniel Stricker Jozef Kubuš Čároví: Nicolas Fluri André Schrader |
| J. Jakobsen (M. Madsen, N. Hardt) – 13:38 | J. Jakobsen (M. Madsen, N. Hardt) – 13:38 | 1:0 1:1 1:2 1:3 1:4 1:5 | 20:44 – A. Gavrus (A. Kosticyn, A. Kaljužnyj) 27:27 – J. Kovyršin (A. Kulakov, A. Stěpanov) 29:35 – I. Šinkevič (A. Kaljužnyj, A. Kosticyn) 45:36 – J. Kovyršin (A. Kulakov, I. Šinkevič) 54:44 – I. Usenko (A. Kitarov, A. Děmkov) | Rozhodčí: Daniel Stricker Jozef Kubuš Čároví: Nicolas Fluri André Schrader |
| 18 min                                    | 18 min                                    | Tresty                  | 8 min | Rozhodčí: Daniel Stricker Jozef Kubuš Čároví: Nicolas Fluri André Schrader |
| 26                                        | 26                                        | Střely                  | 35 | Rozhodčí: Daniel Stricker Jozef Kubuš Čároví: Nicolas Fluri André Schrader |

| 5. května 2015 20:15 | Slovensko | 3 : 1 (0:1, 0:0, 3:0) | Slovinsko | ČEZ Aréna, Ostrava Návštěvnost: 8 812 |  |

| Zpráva                                                                                                   | |                 |                                                  |                                                                                |
| Ján Laco                                                                                                 | Ján Laco                                                                                                 | Brankáři        | Robert Kristan                                   | Rozhodčí: Konstantin Olenin Roman Gofman Čároví: Anton Semjonov Paul Carnathan |
| A. Meszároš (T. Surový) (PH1) – 47:57 M. Gáborík (L. Hudáček, T. Surový) – 54:16 M. Gáborík (PB) – 59:59 | A. Meszároš (T. Surový) (PH1) – 47:57 M. Gáborík (L. Hudáček, T. Surový) – 54:16 M. Gáborík (PB) – 59:59 | 0:1 1:1 2:1 3:1 | 06:20 (PH1) – J. Urbas (A. Kranjc, S. Kovačevič) | Rozhodčí: Konstantin Olenin Roman Gofman Čároví: Anton Semjonov Paul Carnathan |
| 6 min | 6 min | Tresty          | 12 min                                           | Rozhodčí: Konstantin Olenin Roman Gofman Čároví: Anton Semjonov Paul Carnathan |
| 33 | 33 | Střely          | 23                                               | Rozhodčí: Konstantin Olenin Roman Gofman Čároví: Anton Semjonov Paul Carnathan |

| 6. května 2015 16:15 | Rusko | 5 : 2 (2:0, 1:1, 2:1) | Dánsko | ČEZ Aréna, Ostrava Návštěvnost: 7 682 |  |

| Zpráva | |                             |                                                                        |                                                                         |
| Sergej Bobrovskij | Sergej Bobrovskij | Brankáři                    | Sebastian Dahm                                                         | Rozhodčí: Timothy Mayer Tobias Björk Čároví: Bevan Mills Anton Semjonov |
| A. Panarin (J. Dadonov, V. Šipačjov) (PH1) – 10:53 S. Mozjakin (J. Malkin) – 13:17 J. Dadonov (J. Medveděv, M. Čudinov) (PH1) – 38:45 S. Mozjakin (N. Kuljomin, J. Malkin) – 57:03 V. Tarasenko (V. Antipin, S. Plotnikov) – 57:51 | A. Panarin (J. Dadonov, V. Šipačjov) (PH1) – 10:53 S. Mozjakin (J. Malkin) – 13:17 J. Dadonov (J. Medveděv, M. Čudinov) (PH1) – 38:45 S. Mozjakin (N. Kuljomin, J. Malkin) – 57:03 V. Tarasenko (V. Antipin, S. Plotnikov) – 57:51 | 1:0 2:0 2:1 3:1 3:2 4:2 5:2 | 29:35 – M. Green (T. Spelling, O. Lauridsen) 49:36 (PH1) – T. Spelling | Rozhodčí: Timothy Mayer Tobias Björk Čároví: Bevan Mills Anton Semjonov |
| 12 min | 12 min | Tresty                      | 10 min                                                                 | Rozhodčí: Timothy Mayer Tobias Björk Čároví: Bevan Mills Anton Semjonov |
| 33 | 33 | Střely                      | 20                                                                     | Rozhodčí: Timothy Mayer Tobias Björk Čároví: Bevan Mills Anton Semjonov |

| 6. května 2015 20:15 | Slovensko | 2 : 3 (1:0, 1:2, 0:1) | Norsko | ČEZ Aréna, Ostrava Návštěvnost: 8 812 |  |

| Zpráva                                                                                  |                                                                                         |                     | |                                                                                    |
| Ján Laco                                                                                | Ján Laco                                                                                | Brankáři            | Lars Haugen | Rozhodčí: Daniel Stricker Marcus Vinnerborg Čároví: Jimmy Dahmén Rudolf Tošenovjan |
| T. Surový (M. Gáborík, L. Hudáček) (PH1) – 18:03 M. Ďaloga (J. Mikuš, T. Tatar) – 21:29 | T. Surový (M. Gáborík, L. Hudáček) (PH1) – 18:03 M. Ďaloga (J. Mikuš, T. Tatar) – 21:29 | 1:0 2:0 2:1 2:2 2:3 | 25:40 (PH1) – M. Nørstebø (J. Holøs, M. Olimb) 35:30 – M. Rosseli Olsen (M. Ask, A. Martinsen) 41:56 (PH1) – M. Nørstebø (P. Thoresen, J. Holøs) | Rozhodčí: Daniel Stricker Marcus Vinnerborg Čároví: Jimmy Dahmén Rudolf Tošenovjan |
| 45 min                                                                                  | 45 min                                                                                  | Tresty              | 10 min | Rozhodčí: Daniel Stricker Marcus Vinnerborg Čároví: Jimmy Dahmén Rudolf Tošenovjan |
| 24                                                                                      | 24                                                                                      | Střely              | 23 | Rozhodčí: Daniel Stricker Marcus Vinnerborg Čároví: Jimmy Dahmén Rudolf Tošenovjan |

| 7. května 2015 16:15 | USA | 2 : 5 (0:0, 1:3, 1:2) | Bělorusko | ČEZ Aréna, Ostrava Návštěvnost: 6 648 |  |

| Zpráva                                                                    |                                                                           |                             | |                                                                             |
| Jack Campbell                                                             | Jack Campbell                                                             | Brankáři                    | Kevin Lalande | Rozhodčí: Konstantin Olenin Roman Gofman Čároví: Vít Lederer André Schrader |
| B. Nelson (J. Eichel) – 37:21 T. Krug (J. Eichel, T. Lewis) (PH1) – 45:35 | B. Nelson (J. Eichel) – 37:21 T. Krug (J. Eichel, T. Lewis) (PH1) – 45:35 | 0:1 0:2 0:3 1:3 1:4 2:4 2:5 | 31:11 – A. Gavrus (J. Lisovec, I. Šinkevič) 33:01 – A. Volkov (S. Kosticyn) 36:06 – A. Kitarov (S. Kosticyn) 41:15 (PH2) – A. Kaljužnyj (A. Kosticyn, I. Usenko) 48:23 – A. Kaljužnyj (A. Kosticyn, J. Lisovec) | Rozhodčí: Konstantin Olenin Roman Gofman Čároví: Vít Lederer André Schrader |
| 8 min                                                                     | 8 min                                                                     | Tresty                      | 10 min | Rozhodčí: Konstantin Olenin Roman Gofman Čároví: Vít Lederer André Schrader |
| 30                                                                        | 30                                                                        | Střely                      | 23 | Rozhodčí: Konstantin Olenin Roman Gofman Čároví: Vít Lederer André Schrader |

| 7. května 2015 20:15 | Finsko | 4 : 0 (2:0, 2:0, 0:0) | Slovinsko | ČEZ Aréna, Ostrava Návštěvnost: 6 450 |  |

| Zpráva | |                 |                |                                                                              |
| Pekka Rinne | Pekka Rinne | Brankáři        | Gašper Krošelj | Rozhodčí: Jozef Kubuš Daniel Piechaczek Čároví: Nicolas Fluri Paul Carnathan |
| L. Komarov (J. Pesonen, J. Kemppainen) – 05:53 P. Kontiola – 06:34 A. Barkov (J. Donskoi, J. Jokinen) – 21:19 J. Kemppainen (T. Ruutu, J. Aaltonen) (PH1) – 35:57 | L. Komarov (J. Pesonen, J. Kemppainen) – 05:53 P. Kontiola – 06:34 A. Barkov (J. Donskoi, J. Jokinen) – 21:19 J. Kemppainen (T. Ruutu, J. Aaltonen) (PH1) – 35:57 | 1:0 2:0 3:0 4:0 |                | Rozhodčí: Jozef Kubuš Daniel Piechaczek Čároví: Nicolas Fluri Paul Carnathan |
| 4 min | 4 min | Tresty          | 6 min          | Rozhodčí: Jozef Kubuš Daniel Piechaczek Čároví: Nicolas Fluri Paul Carnathan |
| 33 | 33 | Střely          | 13             | Rozhodčí: Jozef Kubuš Daniel Piechaczek Čároví: Nicolas Fluri Paul Carnathan |

| 8. května 2015 16:15 | Slovinsko | 1 : 3 (0:1, 1:2, 0:0) | Norsko | ČEZ Aréna, Ostrava Návštěvnost: 8 812 |  |

| Zpráva                                    |                                           |                 | |                                                                                 |
| Robert Kristan                            | Robert Kristan                            | Brankáři        | Lars Haugen | Rozhodčí: Daniel Stricker Marcus Vinnerborg Čároví: Jimmy Dahmén Anton Semjonov |
| J. Muršak (A. Kopitar, A. Kranjc) – 20:15 | J. Muršak (A. Kopitar, A. Kranjc) – 20:15 | 0:1 1:1 1:2 1:3 | 08:23 (PH1) – P. Thoresen (M. Olimb, J. Holøs) 23:46 (PH1) – A. Bastiansen (K. A. Olimb, D. Sørvik) 38:49 (PH1) – J. Holøs (M. Olimb, P. Thoresen) | Rozhodčí: Daniel Stricker Marcus Vinnerborg Čároví: Jimmy Dahmén Anton Semjonov |
| 10 min                                    | 10 min                                    | Tresty          | 4 min | Rozhodčí: Daniel Stricker Marcus Vinnerborg Čároví: Jimmy Dahmén Anton Semjonov |
| 18                                        | 18                                        | Střely          | 24 | Rozhodčí: Daniel Stricker Marcus Vinnerborg Čároví: Jimmy Dahmén Anton Semjonov |

| 8. května 2015 20:15 | USA | 1 : 0 (0:0, 1:0, 0:0) | Dánsko | ČEZ Aréna, Ostrava Návštěvnost: 8 812 |  |

| Zpráva            |                   |          |                |                                                                               |
| Connor Hellebuyck | Connor Hellebuyck | Brankáři | Sebastian Dahm | Rozhodčí: Pavel Hodek Konstantin Olenin Čároví: Rudolf Tošenovjan Bevan Mills |
| B. Nelson – 27:54 | B. Nelson – 27:54 | 1:0      |                | Rozhodčí: Pavel Hodek Konstantin Olenin Čároví: Rudolf Tošenovjan Bevan Mills |
| 6 min             | 6 min             | Tresty   | 6 min          | Rozhodčí: Pavel Hodek Konstantin Olenin Čároví: Rudolf Tošenovjan Bevan Mills |
| 41                | 41                | Střely   | 21             | Rozhodčí: Pavel Hodek Konstantin Olenin Čároví: Rudolf Tošenovjan Bevan Mills |

| 9. května 2015 12:15 | Bělorusko | 0 : 7 (0:1, 0:3, 0:3) | Rusko | ČEZ Aréna, Ostrava Návštěvnost: 8 363 |  |

| Zpráva                                    |                                           |                             | |                                                                                |
| Kevin Lalande Igor Brikun (od 30. minuty) | Kevin Lalande Igor Brikun (od 30. minuty) | Brankáři                    | Sergej Bobrovskij Anton Chudobin (od 57. minuty) | Rozhodčí: Daniel Stricker Daniel Piechaczek Čároví: Jimmy Dahmén Nicolas Fluri |
|                                           |                                           | 0:1 0:2 0:3 0:4 0:5 0:6 0:7 | 09:53 – I. Kovalčuk (N. Kuljomin, A. Anisimov) 21:33 – V. Tarasenko (A. Anisimov, J. Medveděv) 29:24 (PH1) – V. Šipačjov (A. Panarin, J. Dadonov) 32:22 – A. Panarin (V. Šipačjov, A. Mironov) 42:51 (ts.) – S. Širokov 44:49 (PH1) – J. Dadonov (J. Malkin, I. Kovalčuk) 51:04 (PH1) – J. Malkin (V. Tarasenko, S. Mozjakin) | Rozhodčí: Daniel Stricker Daniel Piechaczek Čároví: Jimmy Dahmén Nicolas Fluri |
| 18 min                                    | 18 min                                    | Tresty                      | 4 min | Rozhodčí: Daniel Stricker Daniel Piechaczek Čároví: Jimmy Dahmén Nicolas Fluri |
| 13                                        | 13                                        | Střely                      | 32 | Rozhodčí: Daniel Stricker Daniel Piechaczek Čároví: Jimmy Dahmén Nicolas Fluri |

| 9. května 2015 16:15 | Finsko | 3 : 0 (0:0, 0:0, 3:0) | Slovensko | ČEZ Aréna, Ostrava Návštěvnost: 8 812 |  |

| Zpráva | |             |          |                                                                                  |
| Juuse Saros | Juuse Saros | Brankáři    | Ján Laco | Rozhodčí: Marcus Vinnerborg Konstantin Olenin Čároví: Bevan Mills Paul Carnathan |
| J. Donskoi (E. Lindell, J. Jokinen) – 50:28 J. Aaltonen (J. Pesonen, J. Kemppainen) – 55:33 L. Komarov (PB) – 59:53 | J. Donskoi (E. Lindell, J. Jokinen) – 50:28 J. Aaltonen (J. Pesonen, J. Kemppainen) – 55:33 L. Komarov (PB) – 59:53 | 1:0 2:0 3:0 |          | Rozhodčí: Marcus Vinnerborg Konstantin Olenin Čároví: Bevan Mills Paul Carnathan |
| 8 min | 8 min | Tresty      | 10 min   | Rozhodčí: Marcus Vinnerborg Konstantin Olenin Čároví: Bevan Mills Paul Carnathan |
| 31 | 31 | Střely      | 22       | Rozhodčí: Marcus Vinnerborg Konstantin Olenin Čároví: Bevan Mills Paul Carnathan |

| 9. května 2015 20:15 | Dánsko | 4 : 1 (2:1, 1:0, 1:0) | Norsko | ČEZ Aréna, Ostrava Návštěvnost: 7 316 |  |

| Zpráva | |                     |                                                      |                                                                          |
| Sebastian Dahm | Sebastian Dahm | Brankáři            | Lars Haugen                                          | Rozhodčí: Aleksi Rantala Roman Gofman Čároví: Vít Lederer André Schrader |
| N. Jensen (A. Poulsen) – 01:51 D. Nielsen (J. Jakobsen, M. Madsen) (PH1) – 19:36 F. Storm (J. Jensen, D. Nielsen) (PH1) – 33:01 J. Jakobsen (N. Hardt, M. Madsen) – 51:36 | N. Jensen (A. Poulsen) – 01:51 D. Nielsen (J. Jakobsen, M. Madsen) (PH1) – 19:36 F. Storm (J. Jensen, D. Nielsen) (PH1) – 33:01 J. Jakobsen (N. Hardt, M. Madsen) – 51:36 | 1:0 1:1 2:1 3:1 4:1 | 03:18 – K. A. Olimb (M. Rosseli Olsen, A. Bonsaksen) | Rozhodčí: Aleksi Rantala Roman Gofman Čároví: Vít Lederer André Schrader |
| 8 min | 8 min | Tresty              | 8 min                                                | Rozhodčí: Aleksi Rantala Roman Gofman Čároví: Vít Lederer André Schrader |
| 19 | 19 | Střely              | 25                                                   | Rozhodčí: Aleksi Rantala Roman Gofman Čároví: Vít Lederer André Schrader |

| 10. května 2015 16:15 | Slovinsko | 1 : 3 (0:2, 1:0, 0:1) | USA | ČEZ Aréna, Ostrava Návštěvnost: 8 202 |  |

| Zpráva                                       |                                              |                 | |                                                                                |
| Robert Kristan                               | Robert Kristan                               | Brankáři        | Connor Hellebuyck | Rozhodčí: Aleksi Rantala Roman Gofman Čároví: Rudolf Tošenovjan Anton Semjonov |
| A. Mušič (K. Ograjenšek, K. Pretnar) – 26:54 | A. Mušič (K. Ograjenšek, K. Pretnar) – 26:54 | 0:1 0:2 1:2 1:3 | 04:17 – B. Nelson (M. Reilly, T. Lewis) 16:32 (PH1) – B. Nelson (T. Lewis, J. Faulk) 41:09 – J. Eichel (B. Nelson, T. Lewis) | Rozhodčí: Aleksi Rantala Roman Gofman Čároví: Rudolf Tošenovjan Anton Semjonov |
| 4 min                                        | 4 min                                        | Tresty          | 6 min | Rozhodčí: Aleksi Rantala Roman Gofman Čároví: Rudolf Tošenovjan Anton Semjonov |
| 22                                           | 22                                           | Střely          | 17 | Rozhodčí: Aleksi Rantala Roman Gofman Čároví: Rudolf Tošenovjan Anton Semjonov |

| 10. května 2015 20:15 | Slovensko | 2 : 3 PP (1:0, 0:1, 1:1; 0:1) | Rusko | ČEZ Aréna, Ostrava Návštěvnost: 8 812 |  |

| Zpráva                                                                     |                                                                            |                     | |                                                                          |
| Július Hudáček                                                             | Július Hudáček                                                             | Brankáři            | Sergej Bobrovskij                                                                                        | Rozhodčí: Pavel Hodek Vladimír Šindler Čároví: Nicolas Fluri Vít Lederer |
| T. Kopecký (R. Pánik, V. Dravecký) – 05:58 M. Gáborík (L. Hudáček) – 49:05 | T. Kopecký (R. Pánik, V. Dravecký) – 05:58 M. Gáborík (L. Hudáček) – 49:05 | 1:0 1:1 1:2 2:2 2:3 | 27:07 (PH1) – S. Mozjakin (M. Čudinov, N. Kuljomin) 41:10 – V. Tarasenko (V. Antipin) 62:06 – A. Panarin | Rozhodčí: Pavel Hodek Vladimír Šindler Čároví: Nicolas Fluri Vít Lederer |
| 4 min                                                                      | 4 min                                                                      | Tresty              | 2 min | Rozhodčí: Pavel Hodek Vladimír Šindler Čároví: Nicolas Fluri Vít Lederer |
| 22                                                                         | 22                                                                         | Střely              | 32 | Rozhodčí: Pavel Hodek Vladimír Šindler Čároví: Nicolas Fluri Vít Lederer |

| 11. května 2015 16:15 | Finsko | 3 : 2 SN (0:0, 0:0, 2:2; 0:0; 1:0) | Bělorusko | ČEZ Aréna, Ostrava Návštěvnost: 8 812 |  |

| Zpráva | |                                    | |                                                                                  |
| Pekka Rinne | Pekka Rinne | Brankáři                           | Vitalij Koval | Rozhodčí: Daniel Stricker Tobias Wehrli Čároví: Rudolf Tošenovjan Anton Semjonov |
| J. Donskoi (E. Lindell, J. Jokinen) (PH1) – 51:57 T. Hartikainen (T. Jaakola, J. Kemppainen) – 52:51 Jarkko Immonen Joonas Donskoi Jussi Jokinen | J. Donskoi (E. Lindell, J. Jokinen) (PH1) – 51:57 T. Hartikainen (T. Jaakola, J. Kemppainen) – 52:51 Jarkko Immonen Joonas Donskoi Jussi Jokinen | 0:1 1:1 2:1 2:2 Samostatné nájezdy | 45:09 – J. Kovyršin (A. Stěpanov, A. Kulakov) 59:29 (PB) – A. Kaljužnyj (S. Kosticyn, A. Gavrus) Sergej Kosticyn Andrej Stěpanov | Rozhodčí: Daniel Stricker Tobias Wehrli Čároví: Rudolf Tošenovjan Anton Semjonov |
| 8 min | 8 min | Tresty                             | 6 min | Rozhodčí: Daniel Stricker Tobias Wehrli Čároví: Rudolf Tošenovjan Anton Semjonov |
| 26 | 26 | Střely                             | 25 | Rozhodčí: Daniel Stricker Tobias Wehrli Čároví: Rudolf Tošenovjan Anton Semjonov |

| 11. května 2015 20:15 | Slovinsko | 1 : 0 (1:0, 0:0, 0:0) | Dánsko | ČEZ Aréna, Ostrava Návštěvnost: 6 768 |  |

| Zpráva                                      |                                             |          |                |                                                                                    |
| Gašper Krošelj                              | Gašper Krošelj                              | Brankáři | Sebastian Dahm | Rozhodčí: Marcus Vinnerborg Vladimír Šindler Čároví: Paul Carnathan André Schrader |
| Ž. Pance (S. Kovačevič, A. Kopitar) – 10:00 | Ž. Pance (S. Kovačevič, A. Kopitar) – 10:00 | 1:0      |                | Rozhodčí: Marcus Vinnerborg Vladimír Šindler Čároví: Paul Carnathan André Schrader |
| 2 min                                       | 2 min                                       | Tresty   | 2 min          | Rozhodčí: Marcus Vinnerborg Vladimír Šindler Čároví: Paul Carnathan André Schrader |
| 21                                          | 21                                          | Střely   | 24             | Rozhodčí: Marcus Vinnerborg Vladimír Šindler Čároví: Paul Carnathan André Schrader |

| 12. května 2015 12:15 | Norsko | 2 : 3 (0:1, 1:2, 1:0) | Bělorusko | ČEZ Aréna, Ostrava Návštěvnost: 8 812 |  |

| Zpráva                                                                                |                                                                                       |                     | |                                                                            |
| Lars Haugen                                                                           | Lars Haugen                                                                           | Brankáři            | Kevin Lalande | Rozhodčí: Pavel Hodek Marcus Vinnerborg Čároví: Bevan Mills Paul Carnathan |
| P. Thoresen (M. Olimb, J. Holøs) – 32:20 M. Nørstebøn (M. Olimb, P. Thoresen) – 45:13 | P. Thoresen (M. Olimb, J. Holøs) – 32:20 M. Nørstebøn (M. Olimb, P. Thoresen) – 45:13 | 0:1 0:2 0:3 1:3 2:3 | 07:29 (PH1) – A. Kaljužnyj (S. Kosticyn, A. Kosticyn) 29:01 (PH1) – D. Korobov (S. Kosticyn, A. Kaljužnyj) 32:03 (PH1) – A. Kosticyn (A. Kaljužnyj, A. Stěpanov) | Rozhodčí: Pavel Hodek Marcus Vinnerborg Čároví: Bevan Mills Paul Carnathan |
| 16 min                                                                                | 16 min                                                                                | Tresty              | 10 min | Rozhodčí: Pavel Hodek Marcus Vinnerborg Čároví: Bevan Mills Paul Carnathan |
| 24                                                                                    | 24                                                                                    | Střely              | 17 | Rozhodčí: Pavel Hodek Marcus Vinnerborg Čároví: Bevan Mills Paul Carnathan |

| 12. května 2015 16:15 | USA | 5 : 4 PP (2:0, 2:4, 0:0; 1:0) | Slovensko | ČEZ Aréna, Ostrava Návštěvnost: 8 812 |  |

| Zráva | |                                     | |                                                                              |
| Connor Hellebuyck | Connor Hellebuyck | Brankáři                            | Ján Laco Július Hudáček (od 5. minuty) | Rozhodčí: Tobias Wehrli Daniel Piechaczek Čároví: Jimmy Dahmén Nicolas Fluri |
| B. Smith (J. Moore, M. Arcobello) – 02:36 S. Jones (J. Eichel, T. Lewis) (PH1) – 04:11 A. Lee (J. Faulk, N. Bonino) – 20:27 Ch. Coyle (Z. Redmond, A. Lee) – 39:08 J. Eichel – 64:32 | B. Smith (J. Moore, M. Arcobello) – 02:36 S. Jones (J. Eichel, T. Lewis) (PH1) – 04:11 A. Lee (J. Faulk, N. Bonino) – 20:27 Ch. Coyle (Z. Redmond, A. Lee) – 39:08 J. Eichel – 64:32 | 1:0 2:0 3:0 3:1 3:2 3:3 3:4 4:4 5:4 | 26:29 (PH1) – M. Gáborík (V. Dravecký, A. Meszároš) 30:36 – A. Jánošík (M. Gáborík, M. Sersen) 36:27 – V. Dravecký (M. Ďaloga, T. Kopecký) 38:22 – M. Bartovič (D. Graňák) | Rozhodčí: Tobias Wehrli Daniel Piechaczek Čároví: Jimmy Dahmén Nicolas Fluri |
| 10 min | 10 min | Tresty                              | 12 min | Rozhodčí: Tobias Wehrli Daniel Piechaczek Čároví: Jimmy Dahmén Nicolas Fluri |
| 34 | 34 | Střely                              | 25 | Rozhodčí: Tobias Wehrli Daniel Piechaczek Čároví: Jimmy Dahmén Nicolas Fluri |

| 12. května 2015 20:15 | Finsko | 3 : 2 SN (0:1, 1:0, 1:1; 0:0; 1:0) | Rusko | ČEZ Aréna, Ostrava Návštěvnost: 8 812 |  |

| Zpráva | |                                    | |                                                                       |
| Pekka Rinne | Pekka Rinne | Brankáři                           | Sergej Bobrovskij | Rozhodčí: Mikael Nord Tobias Björk Čároví: Vít Lederer André Schrader |
| A. Barkov (J. Pesonen, J. Jokinen) (PH1) – 24:54 J. Donskoi (A. Barkov, J. Jokinen) – 57:41 Jarkko Immonen Joonas Donskoi Jussi Jokinen Alexander Barkov Joonas Donskoi | A. Barkov (J. Pesonen, J. Jokinen) (PH1) – 24:54 J. Donskoi (A. Barkov, J. Jokinen) – 57:41 Jarkko Immonen Joonas Donskoi Jussi Jokinen Alexander Barkov Joonas Donskoi | 0:1 1:1 1:2 2:2 Samostatné nájezdy | 18:04 – S. Mozjakin (J. Malkin, N. Kuljomin) 54:54 – A. Panarin (J. Dadonov, M. Čudinov) Artěmij Panarin Sergej Mozjakin Vladimir Tarasenko Ilja Kovalčuk Artěmij Panarin | Rozhodčí: Mikael Nord Tobias Björk Čároví: Vít Lederer André Schrader |
| 25 min | 25 min | Tresty                             | 6 min | Rozhodčí: Mikael Nord Tobias Björk Čároví: Vít Lederer André Schrader |
| 30 | 30 | Střely                             | 35 | Rozhodčí: Mikael Nord Tobias Björk Čároví: Vít Lederer André Schrader |

## Play off

### Pavouk
|  | Čtvrtfinále 1 |               |               |  |      |              |              |              |  |               |               |               |   |
|  | A1            | Kanada        | 9             |  |      |              |              |              |  |               |               |               |   |
|  | B4            | Bělorusko     | 0             |  |      | Semifinále 1 | Semifinále 1 | Semifinále 1 |  |               |               |               |   |
|  |               |               |               |  |      | ČTF1         | Kanada       | 2            |  |               |               |               |   |
|  | Čtvrtfinále 2 | Čtvrtfinále 2 | Čtvrtfinále 2 |  | ČTF2 | Česko        | 0            |              |  |               |               |               |   |
|  | B2            | Finsko        | 3             |  |      |              |              |              |  |               |               |               |   |
|  | A3            | Česko         | 5             |  |      |              |              |              |  | Finále        | Finále        | Finále        |   |
|  |               |               |               |  |      |              |              |              |  |               | VSF2          | Kanada        | 6 |
|  | Čtvrtfinále 3 | Čtvrtfinále 3 | Čtvrtfinále 3 |  |      |              |              |              |  |               | VSF1          | Rusko         | 1 |
|  | B1            | USA           | 3             |  |      |              |              |              |  |               |               |               |   |
|  | A4            | Švýcarsko     | 1             |  |      | Semifinále 2 | Semifinále 2 | Semifinále 2 |  | Zápas o bronz | Zápas o bronz | Zápas o bronz |   |
|  |               |               |               |  |      | ČTF3         | USA          | 0            |  | PSF2          | USA           | 3             |   |
|  | Čtvrtfinále 4 | Čtvrtfinále 4 | Čtvrtfinále 4 |  | ČTF4 | Rusko        | 4            |              |  | PSF1          | Česko         | 0             |   |
|  | A2            | Švédsko       | 3             |  |      |              |              |              |  |               |               |               |   |
|  | B3            | Rusko         | 5             |  |      |              |              |              |  |               |               |               |   |

Všechny časy zápasů jsou uvedeny ve středoevropském letním čase (UTC +2).

### Čtvrtfinále
| 14. května 2015 15:15 | USA | 3 : 1 (0:1, 2:0, 1:0) | Švýcarsko | ČEZ Aréna, Ostrava Návštěvnost: 6 495 |  |

| Zpráva | |                 |                 |                                                                        |
| Connor Hellebuyck | Connor Hellebuyck | Brankáři        | Reto Berra      | Rozhodčí: Vjačeslav Bulanov Jyri Rönn Čároví: Jimmy Dahmén Bevan Mills |
| B. Smith (J. Vesey, M. Arcobello) – 30:17 Ch. Coyle (S. Jones, A. Lee) – 31:14 J. Gardiner (Ch. Coyle, A. Lee) – 50:33 | B. Smith (J. Vesey, M. Arcobello) – 30:17 Ch. Coyle (S. Jones, A. Lee) – 31:14 J. Gardiner (Ch. Coyle, A. Lee) – 50:33 | 0:1 1:1 2:1 3:1 | 13:04 – R. Josi | Rozhodčí: Vjačeslav Bulanov Jyri Rönn Čároví: Jimmy Dahmén Bevan Mills |
| 6 min | 6 min | Tresty          | 4 min           | Rozhodčí: Vjačeslav Bulanov Jyri Rönn Čároví: Jimmy Dahmén Bevan Mills |
| 24 | 24 | Střely          | 22              | Rozhodčí: Vjačeslav Bulanov Jyri Rönn Čároví: Jimmy Dahmén Bevan Mills |

| 14. května 2015 16:15 | Kanada | 9 : 0 (4:0, 2:0, 3:0) | Bělorusko | O2 arena, Praha Návštěvnost: 15 126 |  |

| Zpráva | |                                     |               |                                                                               |
| Mike Smith | Mike Smith | Brankáři                            | Kevin Lalande | Rozhodčí: Timothy Mayer Marcus Vinnerborg Čároví: Miroslav Lhotský Jon Kilian |
| B. Burns (S. Crosby, T. Hall) – 00:27 T. Ennis (T. Barrie, J. Muzzin) – 07:36 R. O'Reilly (B. Burns) – 10:15 T. Seguin (J. Spezza) (PH1) – 17:28 T. Seguin (S. Couturier, J. Muzzin) – 23:23 B. Burns (R. O'Reilly, J. Eberle) (PH1) – 31:08 T. Seguin (T. Hall) (PH1) – 50:32 R. O'Reilly (C. Giroux, D. Savard) – 53:02 J. Spezza (B. Burns) – 55:19 | B. Burns (S. Crosby, T. Hall) – 00:27 T. Ennis (T. Barrie, J. Muzzin) – 07:36 R. O'Reilly (B. Burns) – 10:15 T. Seguin (J. Spezza) (PH1) – 17:28 T. Seguin (S. Couturier, J. Muzzin) – 23:23 B. Burns (R. O'Reilly, J. Eberle) (PH1) – 31:08 T. Seguin (T. Hall) (PH1) – 50:32 R. O'Reilly (C. Giroux, D. Savard) – 53:02 J. Spezza (B. Burns) – 55:19 | 1:0 2:0 3:0 4:0 5:0 6:0 7:0 8:0 9:0 |               | Rozhodčí: Timothy Mayer Marcus Vinnerborg Čároví: Miroslav Lhotský Jon Kilian |
| 6 min | 6 min | Tresty                              | 10 min        | Rozhodčí: Timothy Mayer Marcus Vinnerborg Čároví: Miroslav Lhotský Jon Kilian |
| 50 | 50 | Střely                              | 24            | Rozhodčí: Timothy Mayer Marcus Vinnerborg Čároví: Miroslav Lhotský Jon Kilian |

| 14. května 2015 19:15 | Švédsko | 3 : 5 (0:2, 1:1, 2:2) | Rusko | ČEZ Aréna, Ostrava Návštěvnost: 7 248 |  |

| Zpráva | |                                 | |                                                                             |
| Jhonas Enroth Anders Nilsson (od 23. minuty)                                                                                         | Jhonas Enroth Anders Nilsson (od 23. minuty)                                                                                         | Brankáři                        | Sergej Bobrovskij | Rozhodčí: Tobias Wehrli Vladimír Šindler Čároví: Vít Lederer Paul Carnathan |
| J. Klingberg (A. Lander) (PH1) – 31:01 A. Lander (O. Ekman-Larsson, J. Klingberg) – 43:36 L. Eriksson (A. Lander, M. Ekholm) – 54:45 | J. Klingberg (A. Lander) (PH1) – 31:01 A. Lander (O. Ekman-Larsson, J. Klingberg) – 43:36 L. Eriksson (A. Lander, M. Ekholm) – 54:45 | 0:1 0:2 0:3 1:3 2:3 3:3 3:4 3:5 | 10:51 (PH2) – S. Mozjakin (J. Malkin, V. Tarasenko) 16:01 – S. Širokov (V. Tichonov, V. Tarasenko) 20:48 – J. Malkin (N. Kuljomin, A. Bělov) 55:11 – J. Malkin (S. Mozjakin, N. Kuljomin) 58:13 (PB, SV) – V. Tarasenko | Rozhodčí: Tobias Wehrli Vladimír Šindler Čároví: Vít Lederer Paul Carnathan |
| 16 min | 16 min | Tresty                          | 14 min | Rozhodčí: Tobias Wehrli Vladimír Šindler Čároví: Vít Lederer Paul Carnathan |
| 28 | 28 | Střely                          | 28 | Rozhodčí: Tobias Wehrli Vladimír Šindler Čároví: Vít Lederer Paul Carnathan |

| 14. května 2015 20:15 | Finsko | 3 : 5 (1:1, 1:2, 1:2) | Česko | O2 arena, Praha Návštěvnost: 17 383 |  |

| Zpráva | |                                 | |                                                                               |
| Pekka Rinne | Pekka Rinne | Brankáři                        | Ondřej Pavelec | Rozhodčí: Konstantin Olenin Roman Gofman Čároví: Gleb Lazarev Fraser McIntyre |
| T. Ruutu (P. Kontiola, S. Lepistö) – 17:19 J. Jokinen (S. Lepistö, J. Donskoi) – 23:45 A. Barkov (J. Jokinen) – 44:24 | T. Ruutu (P. Kontiola, S. Lepistö) – 17:19 J. Jokinen (S. Lepistö, J. Donskoi) – 23:45 A. Barkov (J. Jokinen) – 44:24 | 0:1 1:1 2:1 2:2 2:3 3:3 3:4 3:5 | 08:56 – J. Kovář (M. Erat, J. Klepiš) 33:51 (PH1) – J. Jágr (J. Voráček, J. Kovář) 35:28 (PH1) – J. Kovář (J. Jágr, J. Voráček) 55:30 – J. Jágr 59:37 (PB) – V. Sobotka | Rozhodčí: Konstantin Olenin Roman Gofman Čároví: Gleb Lazarev Fraser McIntyre |
| 10 min | 10 min | Tresty                          | 6 min | Rozhodčí: Konstantin Olenin Roman Gofman Čároví: Gleb Lazarev Fraser McIntyre |
| 22 | 22 | Střely                          | 32 | Rozhodčí: Konstantin Olenin Roman Gofman Čároví: Gleb Lazarev Fraser McIntyre |

### Semifinále
| 16. května 2015 15:15 | Kanada | 2 : 0 (1:0, 1:0, 0:0) | Česko | O2 arena, Praha Návštěvnost: 17 383 |  |

| Zpráva                                                                            |                                                                                   |          |                |                                                                                      |
| Mike Smith                                                                        | Mike Smith                                                                        | Brankáři | Ondřej Pavelec | Rozhodčí: Marcus Vinnerborg Vjačeslav Bulanov Čároví: Paul Carnathan Fraser McIntyre |
| T. Hall (J. Eberle, S. Crosby) – 08:40 J. Spezza (M. Duchene, D. Hamhuis) – 29:02 | T. Hall (J. Eberle, S. Crosby) – 08:40 J. Spezza (M. Duchene, D. Hamhuis) – 29:02 | 1:0 2:0  |                | Rozhodčí: Marcus Vinnerborg Vjačeslav Bulanov Čároví: Paul Carnathan Fraser McIntyre |
| 4 min                                                                             | 4 min                                                                             | Tresty   | 4 min          | Rozhodčí: Marcus Vinnerborg Vjačeslav Bulanov Čároví: Paul Carnathan Fraser McIntyre |
| 41                                                                                | 41                                                                                | Střely   | 23             | Rozhodčí: Marcus Vinnerborg Vjačeslav Bulanov Čároví: Paul Carnathan Fraser McIntyre |

| 16. května 2015 19:15 | USA | 0 : 4 (0:0, 0:0, 0:4) | Rusko | O2 arena, Praha Návštěvnost: 14 938 |  |

| Zpráva            |                   |                 | |                                                                    |
| Connor Hellebuyck | Connor Hellebuyck | Brankáři        | Sergej Bobrovskij | Rozhodčí: Tobias Wehrli Jyri Rönn Čároví: Jimmy Dahmén Bevan Mills |
|                   |                   | 0:1 0:2 0:3 0:4 | 47:17 – S. Mozjakin (S. Bobrovskij) 50:19 – A. Ovečkin 55:28 – V. Šipačjov (N. Kuljomin, S. Mozjakin) 58:35 (PB) – J. Malkin (A. Ovečkin) | Rozhodčí: Tobias Wehrli Jyri Rönn Čároví: Jimmy Dahmén Bevan Mills |
| 6 min             | 6 min             | Tresty          | 4 min | Rozhodčí: Tobias Wehrli Jyri Rönn Čároví: Jimmy Dahmén Bevan Mills |
| 35                | 35                | Střely          | 30 | Rozhodčí: Tobias Wehrli Jyri Rönn Čároví: Jimmy Dahmén Bevan Mills |

### Zápas o 3. místo
| 17. května 2015 16:15 | USA | 3 : 0 (2:0, 1:0, 0:0) | Česko | O2 arena, Praha Návštěvnost: 15 007 |  |

| Zpráva                                                                                              | |             |                |                                                                         |
| Connor Hellebuyck                                                                                   | Connor Hellebuyck                                                                                   | Brankáři    | Ondřej Pavelec | Rozhodčí: Marcus Vinnerborg Jyri Rönn Čároví: Jimmy Dahmén Gleb Lazarev |
| N. Bonino (B. Nelson, Ch. Coyle) – 07:25 T. Lewis (J. Eichel) – 18:13 Ch. Coyle (N. Bonino) – 39:10 | N. Bonino (B. Nelson, Ch. Coyle) – 07:25 T. Lewis (J. Eichel) – 18:13 Ch. Coyle (N. Bonino) – 39:10 | 1:0 2:0 3:0 |                | Rozhodčí: Marcus Vinnerborg Jyri Rönn Čároví: Jimmy Dahmén Gleb Lazarev |
| 12 min                                                                                              | 12 min                                                                                              | Tresty      | 6 min          | Rozhodčí: Marcus Vinnerborg Jyri Rönn Čároví: Jimmy Dahmén Gleb Lazarev |
| 16                                                                                                  | 16                                                                                                  | Střely      | 39             | Rozhodčí: Marcus Vinnerborg Jyri Rönn Čároví: Jimmy Dahmén Gleb Lazarev |

### Finále
| 17. května 2015 20:45 | Kanada | 6 : 1 (1:0, 3:0, 2:1) | Rusko | O2 arena, Praha Návštěvnost: 17 383 |  |

| Zpráva | |                             |                                             |                                                                                  |
| Mike Smith | Mike Smith | Brankáři                    | Sergej Bobrovskij                           | Rozhodčí: Tobias Wehrli Vladimír Šindler Čároví: Paul Carnathan Miroslav Lhotský |
| C. Eakin (T. Ennis, J. Muzzin) – 18:10 T. Ennis (C. Eakin, S. Couturier) – 21:56 S. Crosby (J. Eberle, D. Hamhuis) – 27:22 T. Seguin (C. Giroux, T. Barrie) – 28:06 C. Giroux (S. Crosby, R. O'Reilly) (PH1) – 48:58 N. MacKinnon (D. Savard) – 49:50 | C. Eakin (T. Ennis, J. Muzzin) – 18:10 T. Ennis (C. Eakin, S. Couturier) – 21:56 S. Crosby (J. Eberle, D. Hamhuis) – 27:22 T. Seguin (C. Giroux, T. Barrie) – 28:06 C. Giroux (S. Crosby, R. O'Reilly) (PH1) – 48:58 N. MacKinnon (D. Savard) – 49:50 | 1:0 2:0 3:0 4:0 5:0 6:0 6:1 | 52:47 – J. Malkin (S. Mozjakin, D. Kulikov) | Rozhodčí: Tobias Wehrli Vladimír Šindler Čároví: Paul Carnathan Miroslav Lhotský |
| 4 min | 4 min | Tresty                      | 10 min                                      | Rozhodčí: Tobias Wehrli Vladimír Šindler Čároví: Paul Carnathan Miroslav Lhotský |
| 37 | 37 | Střely                      | 12                                          | Rozhodčí: Tobias Wehrli Vladimír Šindler Čároví: Paul Carnathan Miroslav Lhotský |

## Konečné pořadí
| Poř.             | Tým       | Z  | V  | VP | PP | P | GV | GI | +/- | B  | Soupiska | Konečný výsledek                                  |
| ---------------- | --------- | -- | -- | -- | -- | - | -- | -- | --- | -- | -------- | ------------------------------------------------- |
| Zlatá medaile    | Kanada    | 10 | 10 | 0  | 0  | 0 | 66 | 15 | +51 | 30 | Soupiska | Šampioni                                          |
| Stříbrná medaile | Rusko     | 10 | 6  | 1  | 1  | 2 | 40 | 25 | +15 | 21 | Soupiska | Finalisté                                         |
| Bronzová medaile | USA       | 10 | 7  | 1  | 0  | 2 | 28 | 19 | +9  | 23 | Soupiska | Třetí místo                                       |
| 4.               | Česko     | 10 | 5  | 1  | 1  | 3 | 32 | 26 | +6  | 18 | Soupiska | Čtvrté místo                                      |
|                  |           |    |    |    |    |   |    |    |     |    |          |                                                   |
| 5.               | Švédsko   | 8  | 4  | 2  | 0  | 2 | 37 | 24 | +13 | 16 | Soupiska | Vyřazeni ve čtvrtfinále                           |
| 6.               | Finsko    | 8  | 4  | 2  | 0  | 2 | 25 | 14 | +11 | 16 | Soupiska | Vyřazeni ve čtvrtfinále                           |
| 7.               | Bělorusko | 8  | 4  | 0  | 2  | 2 | 20 | 28 | −8  | 14 | Soupiska | Vyřazeni ve čtvrtfinále                           |
| 8.               | Švýcarsko | 8  | 2  | 0  | 4  | 2 | 13 | 21 | −8  | 10 | Soupiska | Vyřazeni ve čtvrtfinále                           |
|                  |           |    |    |    |    |   |    |    |     |    |          |                                                   |
| 9.               | Slovensko | 7  | 1  | 2  | 2  | 2 | 17 | 19 | −2  | 9  | Soupiska | Vyřazeni ve skupinách                             |
| 10.              | Německo   | 7  | 2  | 0  | 1  | 4 | 11 | 24 | −13 | 7  | Soupiska | Vyřazeni ve skupinách                             |
| 11.              | Norsko    | 7  | 2  | 0  | 0  | 5 | 12 | 23 | −11 | 6  | Soupiska | Vyřazeni ve skupinách                             |
| 12.              | Francie   | 7  | 1  | 1  | 0  | 5 | 13 | 20 | −7  | 5  | Soupiska | Vyřazeni ve skupinách                             |
| 13.              | Lotyšsko  | 7  | 0  | 2  | 1  | 4 | 11 | 25 | −14 | 5  | Soupiska | Vyřazeni ve skupinách                             |
| 14.              | Dánsko    | 7  | 1  | 0  | 1  | 5 | 10 | 20 | −10 | 4  | Soupiska | Vyřazeni ve skupinách                             |
|                  |           |    |    |    |    |   |    |    |     |    |          |                                                   |
| 15.              | Rakousko  | 7  | 0  | 2  | 1  | 4 | 10 | 29 | –19 | 5  | Soupiska | Mistrovství světa v ledním hokeji 2016 (Divize I) |
| 16.              | Slovinsko | 7  | 1  | 0  | 0  | 6 | 9  | 22 | –13 | 3  | Soupiska | Mistrovství světa v ledním hokeji 2016 (Divize I) |

| Sestupují do 1. divize pro rok 2016:                   | Rakousko a Slovinsko  |
| Postupují z 1. divize do turnaje MS Elit pro rok 2016: | Kazachstán a Maďarsko |

## Hráčské statistiky a hodnocení hráčů

### Nejlepší hráči podle direktoriátu IIHF
| Pozice  | Hráč         |
| ------- | ------------ |
| Brankář | Pekka Rinne  |
| Obránce | Brent Burns  |
| Útočník | Jason Spezza |

Reference: IIHF.com

### All Stars
| Pozice              | Hráč                 |
| ------------------- | -------------------- |
| Nejužitečnější hráč | Jaromír Jágr         |
| Brankář             | Connor Hellebuyck    |
| Levý obránce        | Oliver Ekman-Larsson |
| Pravý obránce       | Brent Burns          |
| Levé křídlo         | Taylor Hall          |
| Střední útočník     | Jason Spezza         |
| Pravé křídlo        | Jaromír Jágr         |

Reference: IIHF.com

### Kanadské bodování
Toto je pořadí hráčů podle dosažených bodů. Za jeden vstřelený gól nebo přihrávku na gól hráč získal jeden bod.
| Poř. | Hráč                 | Záp. | G | A  | Body | +/− | PTM | Poz. |
| ---- | -------------------- | ---- | - | -- | ---- | --- | --- | ---- |
| 1.   | Jason Spezza         | 10   | 6 | 8  | 14   | +7  | 2   | Ú    |
| 2.   | Jordan Eberle        | 10   | 5 | 8  | 13   | +8  | 0   | Ú    |
| 3.   | Taylor Hall          | 10   | 7 | 5  | 12   | +8  | 6   | Ú    |
| 4.   | Sergej Mozjakin      | 10   | 6 | 6  | 12   | +8  | 0   | Ú    |
| 5.   | Matt Duchene         | 10   | 4 | 8  | 12   | +10 | 2   | Ú    |
| 6.   | Oliver Ekman-Larsson | 8    | 2 | 10 | 12   | +4  | 6   | O    |
| 7.   | Sidney Crosby        | 9    | 4 | 7  | 11   | +1  | 2   | Ú    |
| 8.   | Jevgenij Dadonov     | 10   | 4 | 7  | 11   | +4  | 2   | Ú    |
| 9.   | Jussi Jokinen        | 8    | 3 | 8  | 11   | +3  | 0   | Ú    |
| 10.  | Brent Burns          | 10   | 2 | 9  | 11   | +12 | 4   | O    |

Záp. = Odehrané zápasy; G = Góly; A = Přihrávky na gól; Body = Body; +/− = Plus/Minus; PTM = Počet trestných minut; Poz. = Pozice

### Hodnocení brankářů
Pořadí nejlepších pěti brankářů podle úspěšnosti zásahů v procentech. Brankář musel mít odehráno minimálně 40% hrací doby za svůj tým.
| Poř. | Hráč              | Záp. | Čas (min/s) | OG | PZ  | ČK | Úsp%  | POG  |
| ---- | ----------------- | ---- | ----------- | -- | --- | -- | ----- | ---- |
| 1.   | Connor Hellebuyck | 8    | 482:00      | 11 | 200 | 2  | 94,79 | 1,37 |
| 2.   | Sebastian Dahm    | 5    | 297:19      | 11 | 150 | 0  | 93,17 | 2,22 |
| 3.   | Mike Smith        | 8    | 480:00      | 12 | 160 | 2  | 93,02 | 1,50 |
| 4.   | Pekka Rinne       | 7    | 427:16      | 12 | 154 | 3  | 92,77 | 1,69 |
| 5.   | Cristobal Huet    | 5    | 287:46      | 10 | 119 | 1  | 92,25 | 2,09 |

Záp. = Odehrané zápasy; Čas = Čas na ledě (minuty/sekundy); OG = Obdržené góly; PZ = Počet zásahů; ČK = Čistá konta; Úsp% = Procento úspěšných zásahů; POG = Průměr obdržených gólů na zápas

## Galerie

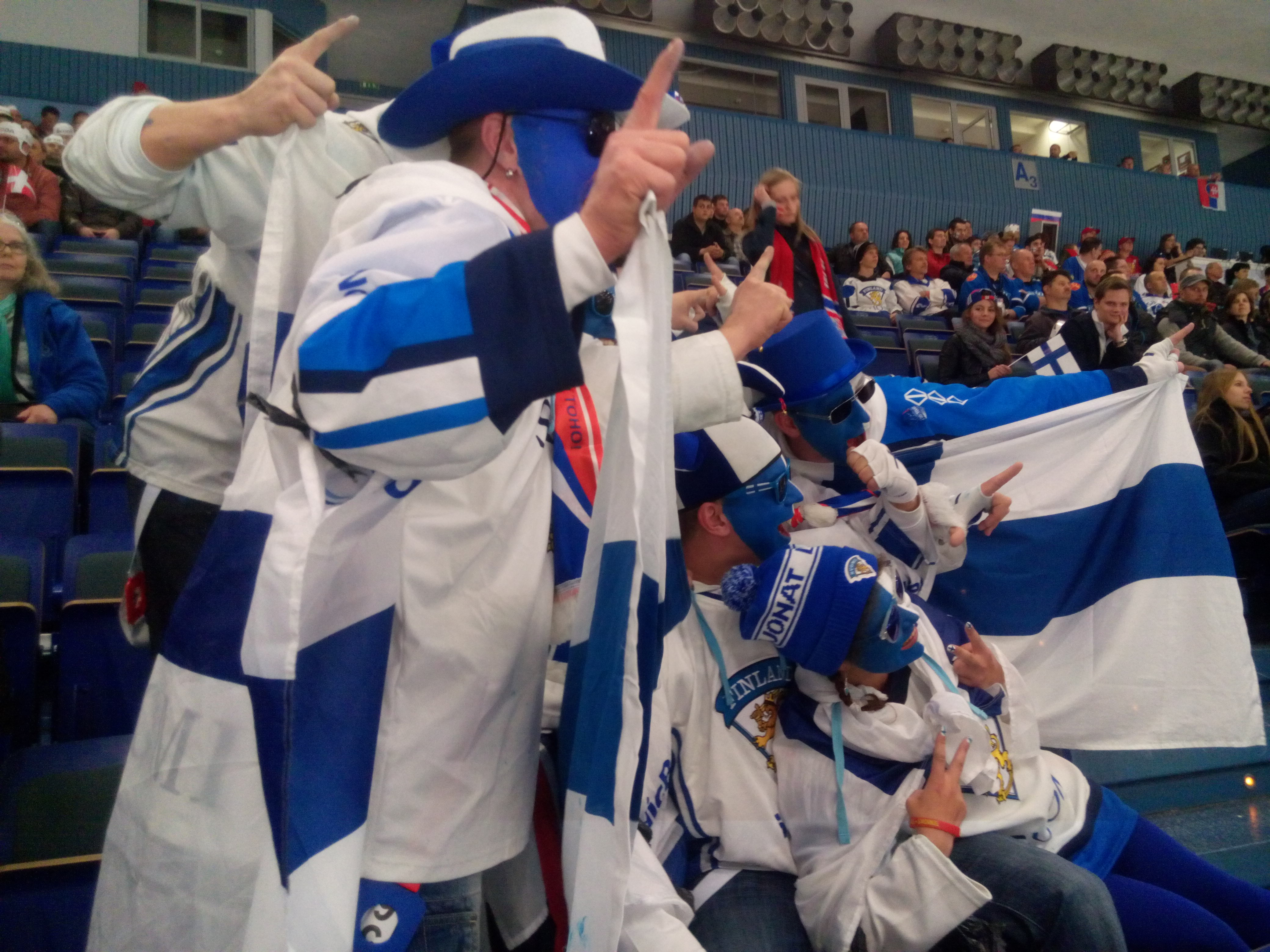
finští fanoušci během zápasu základní skupiny mezi Dánskem a Finskem
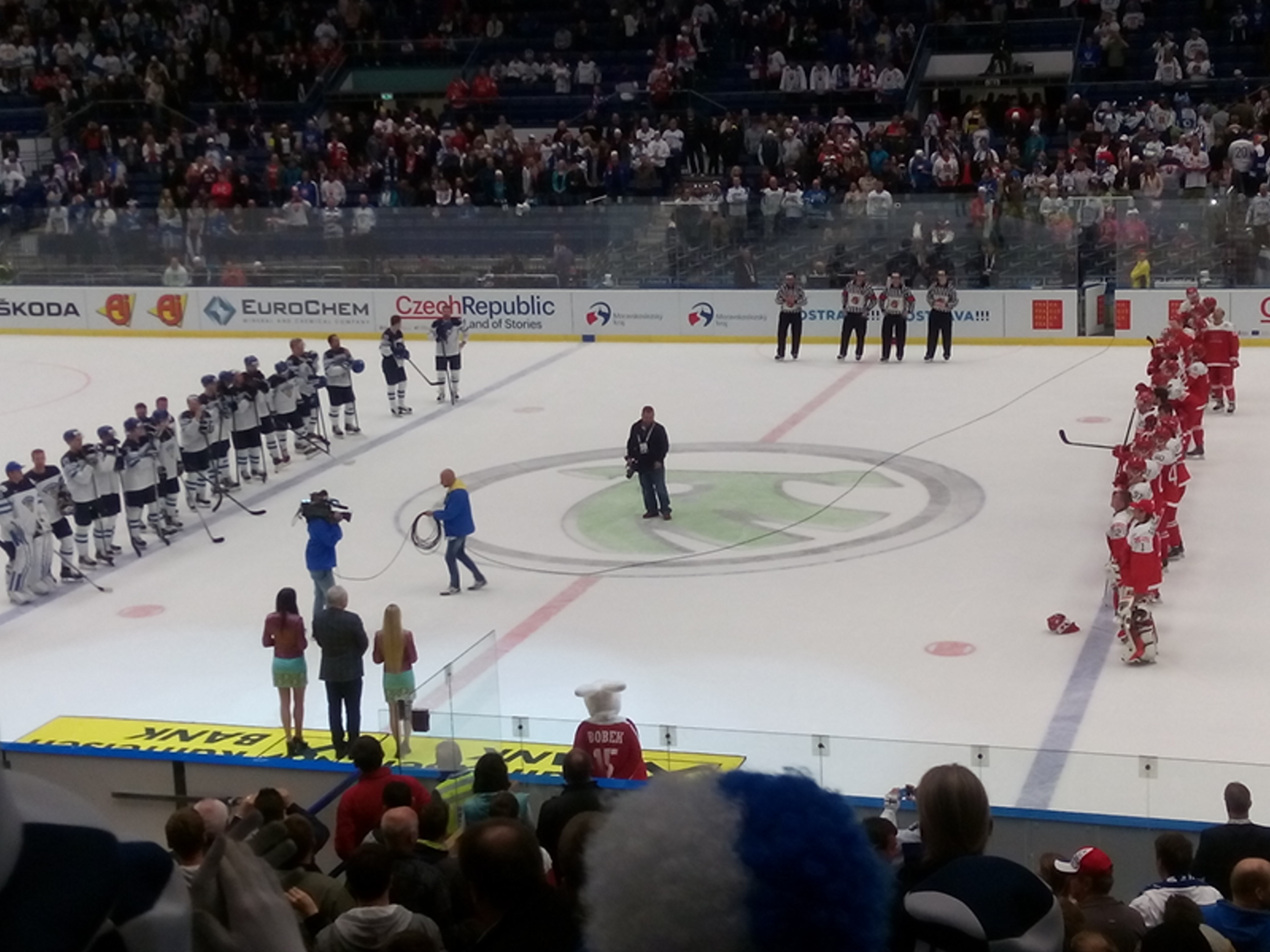
mexická vlna během zápasu základní skupiny mezi Dánskem a Finskem
- závěrečný ceremoniál po utkání základní skupiny mezi Dánskem a Finskem
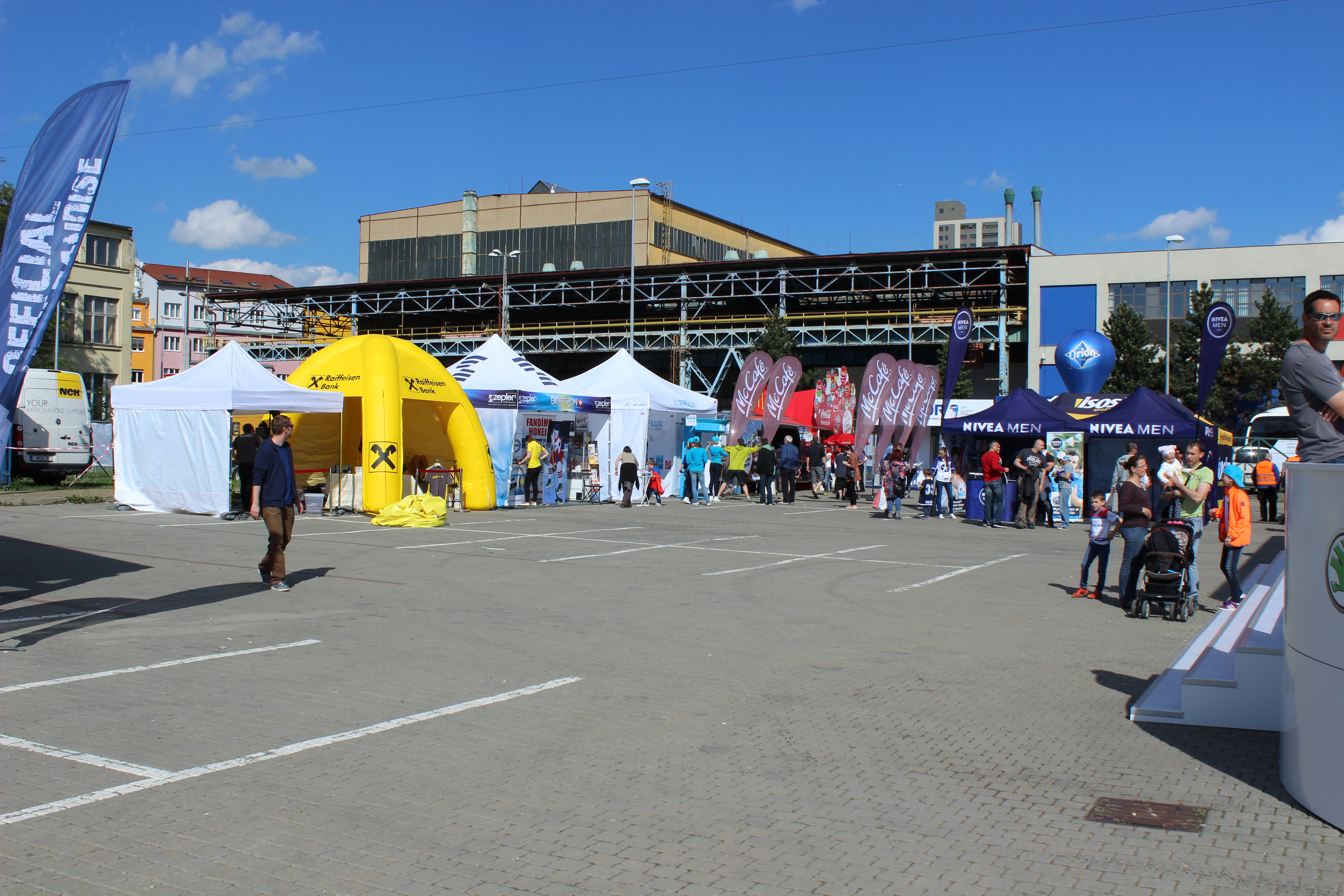
fanzóna u pražské O2 Areny
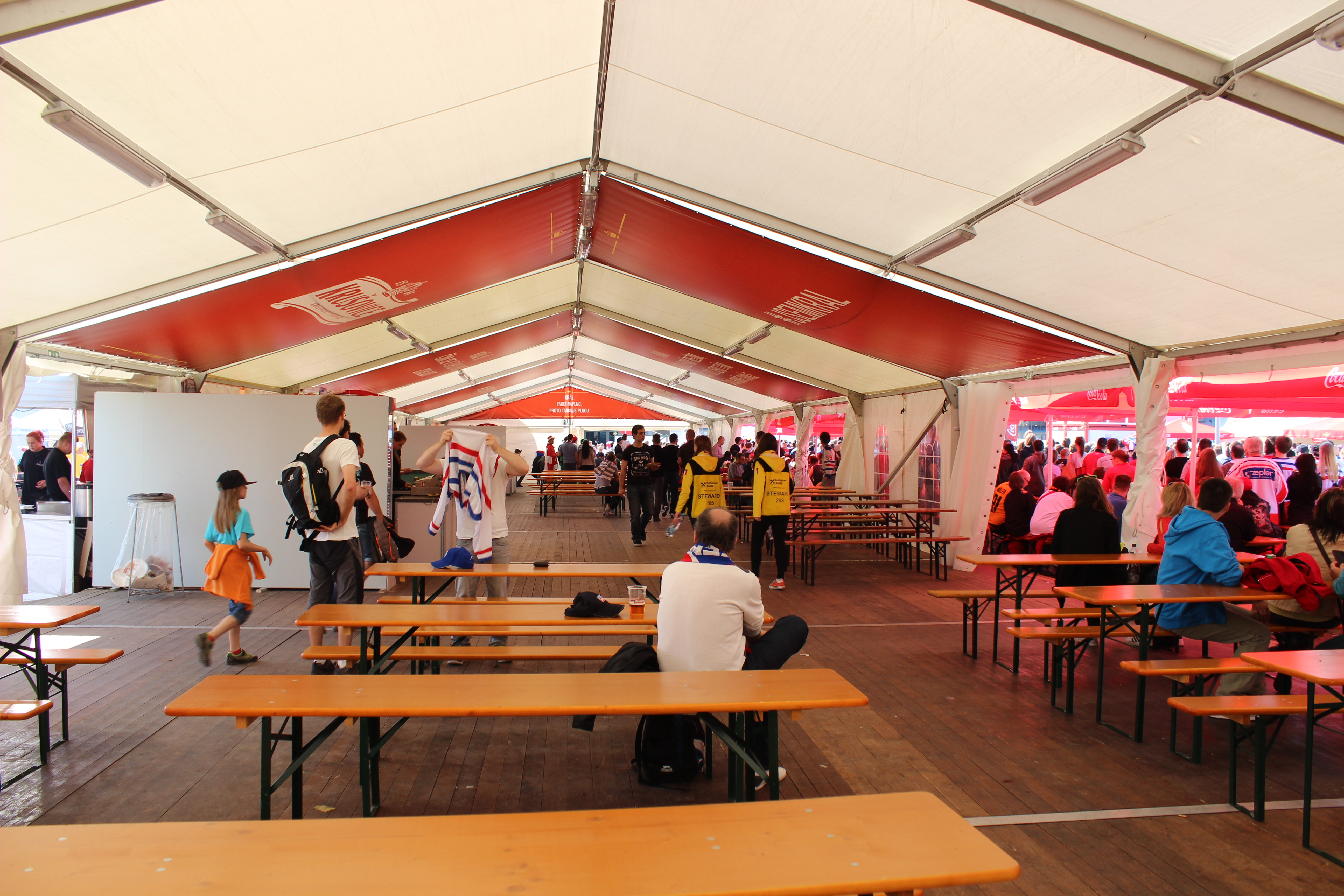
interiér velkoprostorového stanu pivovaru Krušovice ve fanzóně u pražské O2 Areny
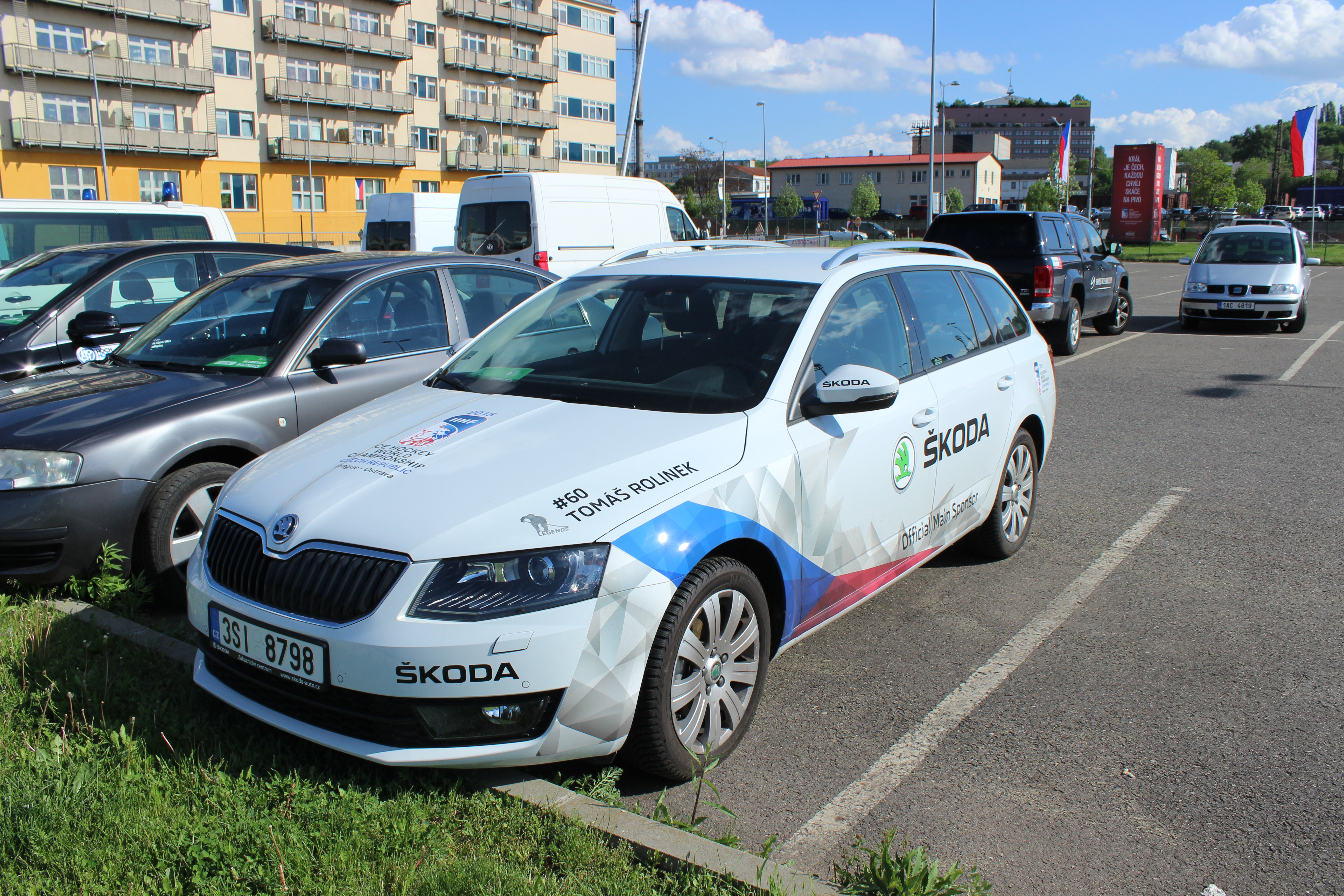
automobil Škoda pojmenovaný Tomáš Rolinek na parkovišti u pražské O2 Areny
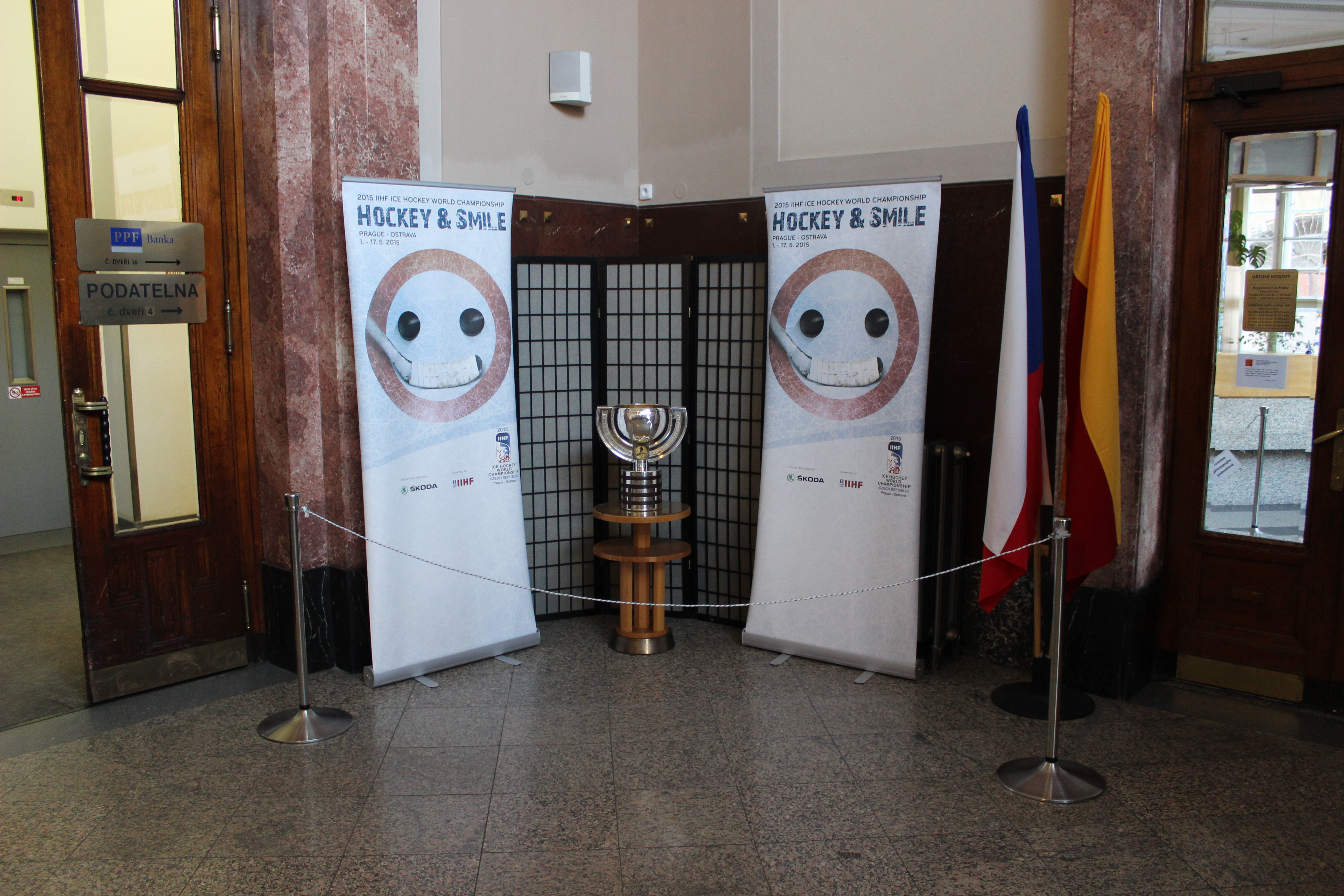
pohár pro mistra světa IIHF v ledním hokeji vystavený ve vstupu do budovy pražského magistrátu
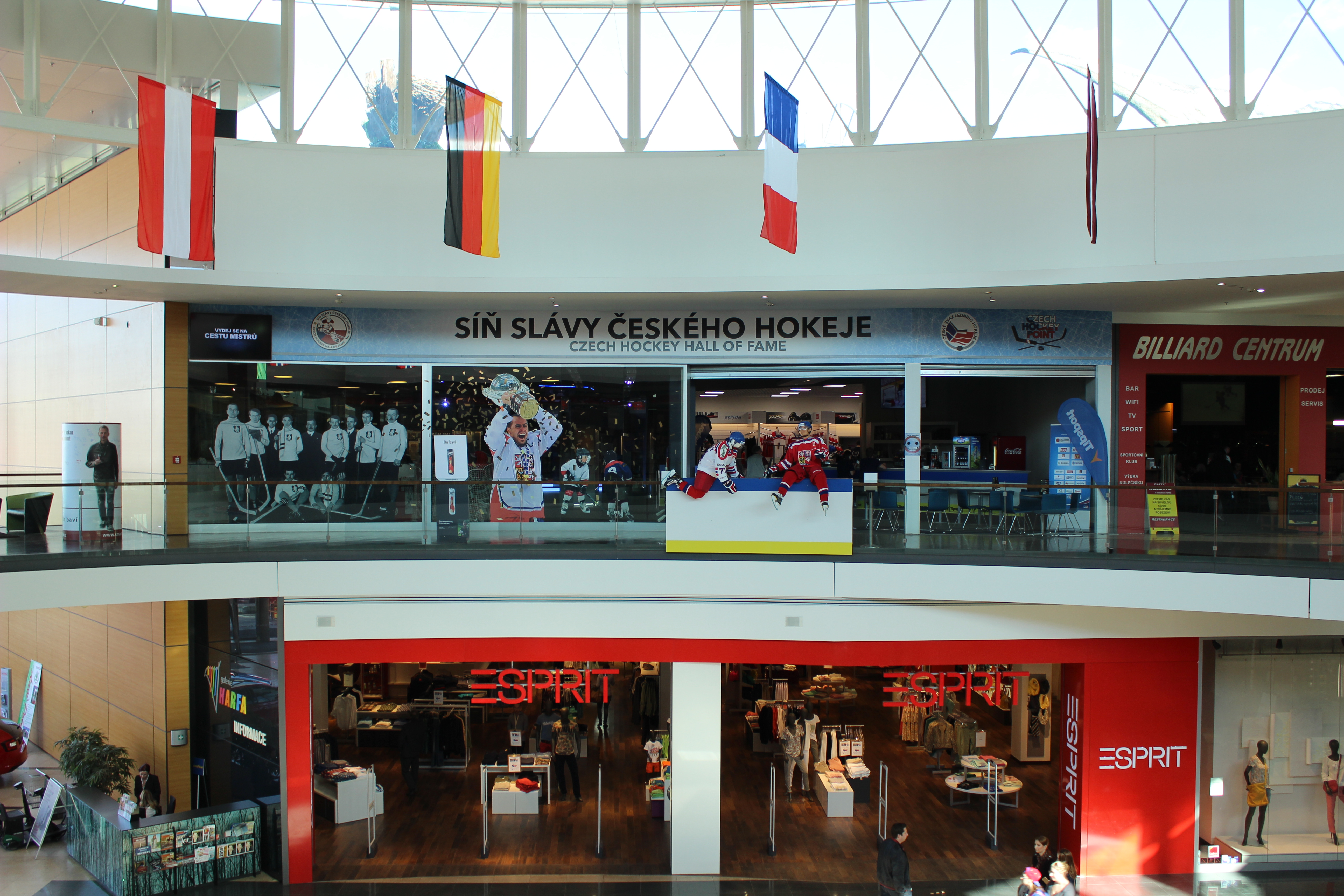
síň slávy českého hokeje v interiéru Galerie Harfa

## Česko na Mistrovství světa
Domácí výběr se na úvod světového šampionátu střetl s hokejovou reprezentací Švédska. Dramatickou bitvu před vyprodaným stadionem český hokejový tým prohrál 5:6 po samostatných nájezdech. Následující den se domácí reprezentace utkala s Lotyši, které Češi udolali 4:2 v základní hrací době. Třetí zápas, tentokrát s Kanadou, český výběr prohrál 3:6. Dalším testem prošel domácí výběr v zápase s Francií, který Česko nakonec vyhrálo 5:1 v základní hrací době. Následující den Češi porazili reprezentaci Rakouska 4:0 v základní hrací době. V předposledním zápase skupiny A si Češi výhrou 4:2 nad Německem zajistili postup do čtvrtfinále. Poslední utkání se Švýcarskem česká sestava vyhrála 2:1 po samostatných nájezdech. Čtvrtfinálový zápas s Finskem Česko ve vypjaté atmosféře vyhrálo 5:3 a postoupilo do semifinále turnaje. V semifinále Češi podlehli favorizovanému výběru Kanady 2:0. V tomto zápase ovšem reprezentanti Česka gól dali, avšak rozhodčí Bulanov gól neuznal. V zápase o bronzové medaile sice Češi přestříleli v poměru 39 ku 16 ale přesto podlehli výběru USA 3:0 v základní hrací době. Česká republika tak skončila na celkovém čtvrtém místě.